# JOINUS TERRACE 二俣川

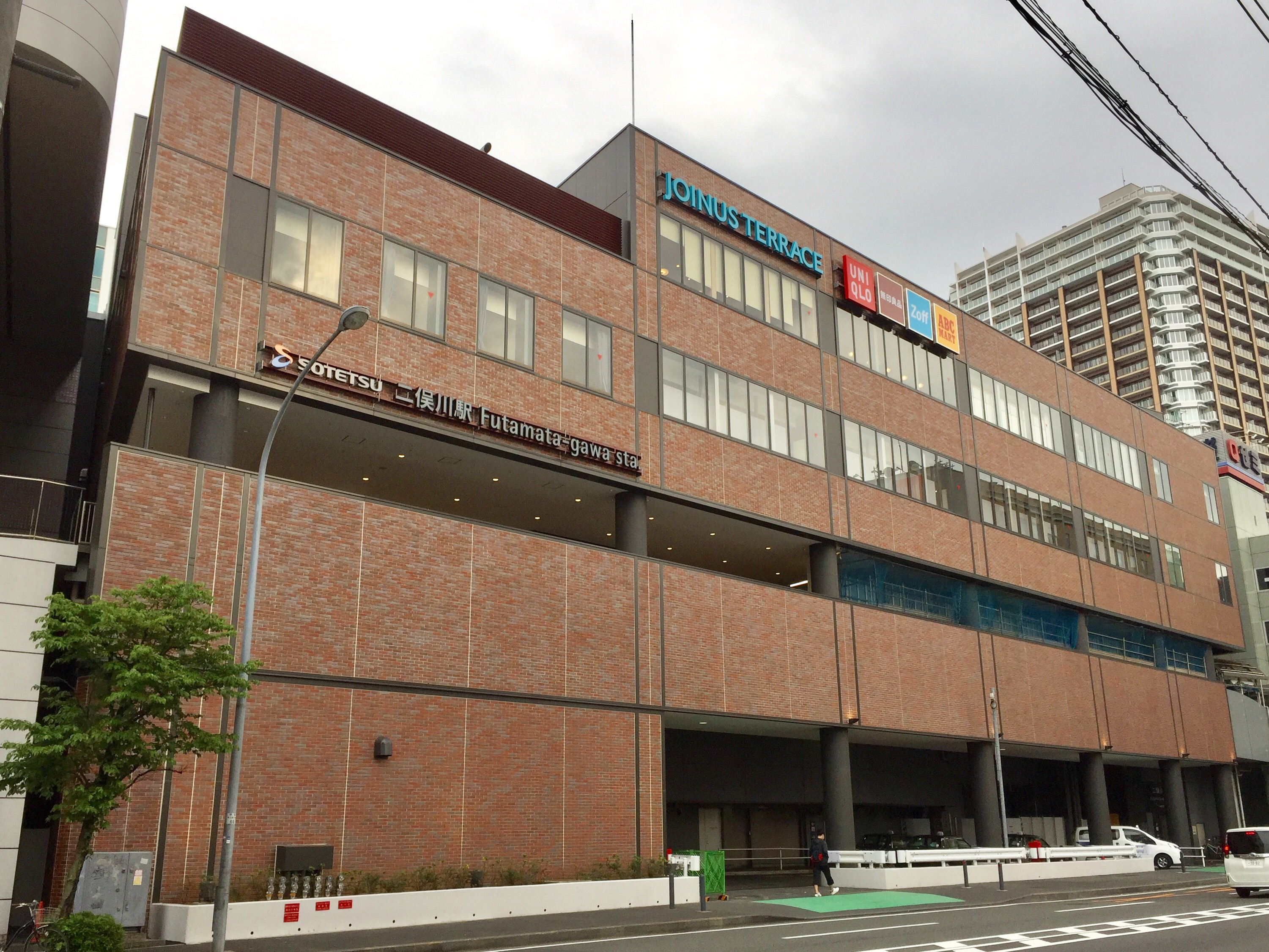
並行してリニューアルされた二俣川駅の駅舎を北側より撮影（建物上部には「ジョイナステラス2」が入る）

JOINUS TERRACE 二俣川（ジョイナステラスふたまたがわ）は、神奈川県横浜市旭区の相鉄線二俣川駅に直結する商業施設。相鉄ビルマネジメントが運営。2018年4月27日開業。

## 概要

### 南口の再開発
二俣川駅南口にかつて存在した駅ビル「二俣川グリーングリーン」の跡地などにおける再開発事業として2015年3月の着工後、商業・業務棟（11階建て/高さ約50m）、住宅棟（29階建て/高さ約99m）、交通広場棟、駐車場棟からなる複合施設「COPRE（コプレ）二俣川」（後述も参照）が2018年3月に完成。
JOINUS TERRACE 二俣川は同施設内商業棟「ジョイナステラス1」（2〜5階）と駅舎ビル内商業エリア「ジョイナステラス2」（2〜4階、既存の駅舎上部に増築）の二つの建物で構成され、計84店舗（開業時点）が入る商業施設として2018年4月27日にグランドオープンを迎えた。なお、この時点で工事中であった駅コンコースと接続する「ジョイナステラス2」の2階部分（改札前エリア）については同年11月7日に開業している。また、同駅北口の駅ビル「相鉄ライフ二俣川」（約30店舗）と共に相鉄ビルマネジメントが一体運営を行うことになった。
上記の再開発事業に合わせて二俣川駅の駅舎についても相鉄グループが進めている「デザインブランドアッププロジェクト」に基づき、グレーを基調色にレンガ調のデザインが施されるなど大幅リニューアルを実施しており、「ジョイナステラス1」と「ジョイナステラス2」間の通路上にはテント生地様の大屋根（膜屋根）で覆われた2階〜4階までの吹き抜け空間が形成されている。一方、駅舎のシックな外観・内部デザインに対して、当施設の内装には温かみのある木の素材などが多く使用されている。
なお、施設名称は横浜駅の駅ビル・地下街「相鉄ジョイナス」に由来しているが、相鉄グループでは同様の大型施設を目指しているわけではなく、二俣川駅は相鉄線の「都心直通プロジェクト」を見据えた上で沿線の「戦略的拠点駅」でもあるため、地域社会に根ざした中核施設としていく方針である。

### 北口への拡張
二俣川駅北口共同ビル内の商業施設「相鉄ライフ二俣川」（2〜4階）が2023年3月24日に閉館となった後、改装工事を行い商業施設「JOINUS TERRACE二俣川」の新館「ジョイナステラス3」として同年10月6日にリニューアルオープンを迎えた（全館合わせて約130店舗となった）。

## 構成

### 南口側
COPRE 二俣川の商業棟部分を「ジョイナステラス1」、相鉄線二俣川駅駅舎ビル内の商業エリアを「ジョイナステラス2」としている。
ジョイナステラス1とジョイナステラス2は2018年4月27日に開業した（ジョイナステラス2の2階部分は同年11月7日開業）。開業日には「開業記念セレモニー」が開催され、横浜市瀬谷区出身のファッションモデル・ダレノガレ明美の他、旭区のキャラクター「あさひくん」や相模鉄道キャラクター「そうにゃん」も登場している。
COPRE 二俣川
二俣川駅南口エリアの再開発本格化に向けて、2013年1月に「二俣川駅南口地区市街地再開発組合」を設立。本事業に伴い、再開発の対象となる駅ビル「二俣川グリーングリーン」は2014年9月30日に営業を終了した。
同ビルなどを解体した跡地には複合施設が建設されることとなり、大成建設の施工で2015年3月に着工し、2018年3月に竣工を迎えた。複合施設の目玉として29階建て（高さ約99m・421戸）の住宅棟「グレーシアタワー二俣川」と11階建て（高さ約50m、当初計画では15階建て）の商業・業務棟からなる高層2棟を建設し、商業・業務棟側は6〜11階の高層部をオフィス・サービスエリア（6階：公益施設・サービス/7・8階：クリニックモール）とする一方、2〜5階の低層部（南口駅前の地上レベルは3階となる）に商業施設「JOINUS TERRACE 二俣川」（ジョイナステラス1）、さらに交通広場棟や駐車場棟も併設して施設全体の名称を「COPRE 二俣川」としている。
ジョイナステラス1（COPRE 二俣川商業棟部分〈2階〜5階〉）
- 場所 - 横浜市旭区二俣川二丁目50番地14
- 建物 - COPRE 二俣川（鉄骨造地上11階建て〈商業棟・オフィス棟〉）
- 敷地面積 - 約17,414m2（区域全体）
- 建築面積 - 約13,722m2（区域全体）
- 延床面積 - 約98,040m2（区域全体）

ジョイナステラス2（相鉄線二俣川駅駅舎ビル2階〜4階）
- 場所 - 横浜市旭区二俣川二丁目91番地7
- 建物 - 相鉄線二俣川駅駅舎ビル（鉄骨造地上4階建て）
- 敷地面積 - 6,804.63m2（施設全体）
- 建築面積 - 6,457.54m2（施設全体）
- 延床面積 - 約13,927m2（施設全体）

### 北口側
二俣川駅北口共同ビル内の商業エリアを「ジョイナステラス3」としている。
ジョイナステラス3は旧・相鉄ライフ二俣川を改装し、2023年10月6日に開業した。
ジョイナステラス3（二俣川駅北口共同ビル2階〜4階）
- 場所 - 横浜市旭区二俣川一丁目3番地
- 建物 - 二俣川駅北口共同ビル（地下1階地上5階〈一部6階〉建て）
- 営業面積 - 6,803.83m2

## 沿革
- 2013年1月 - 「二俣川駅南口地区市街地再開発組合」設立[11]
- 2014年9月 - 再開発エリア内の南口駅ビル「二俣川グリーングリーン」閉館[13]
- 2015年3月 - 「二俣川駅南口地区第一種市街地再開発事業」着工[14]
- 2018年4月 - 「JOINUS TERRACE 二俣川」グランドオープン[3]
- 2018年11月 - ジョイナステラス2の2階「改札前エリア」オープン[5]
- 2023年10月 - 相鉄ライフ二俣川を改装し「ジョイナステラス3」開業[2]

## 施設の特徴
スーパーマーケット「そうてつローゼン」の大型店舗を核テナントとしてファッション（衣料品・アクセサリー類を含む）・雑貨店、飲食店（レストラン・カフェを含む）、食料品店（惣菜・菓子店を含む）など様々なテナントが入居しており、2018年4月の開業時点のテナント数は「ジョイナステラス1」は52店舗、「ジョイナステラス2」は32店舗の計84店舗となっている。その後、2023年10月に「ジョイナステラス3」が開業し、同時点の全館合わせたテナント数は約130店舗となっている。
ジョイナステラス1では2階のファッション・服飾雑貨店「Ni:SiRO（ニシロ）」が全国初出店、同階の精肉店「腰塚」や3階の「カフェソラーレ Tsumugi（ツムギ）」などが県内初出店、5階に出店したくまざわ書店は全国初のカフェ併設店舗となっている。一方、ジョイナステラス2では4階のレストラン・カフェフロア「TERRACE DINING」（テラスダイニング）において「Egg Egg（エッグエッグ）キッチン」が県内初出店、また相鉄線横浜駅構内にある星のうどんの新業態として「星のうどん 庵（あん）」、せんざんグループの新業態として「三代目網元まる浜」がいずれも初出店している。この他、2018年11月に開業したジョイナステラス2の2階改札前エリア（約10店舗）では和食店「菜々や」とカフェ&バー「エキテリア プロント」が全国初出店（新業態）、文具・雑貨店「ザ・リブレット ステーション」が関東初出店となっている。
なお、入会金・年会費無料のポイントカードとして、横浜駅の駅ビル・地下街「相鉄ジョイナス」と共通で使用できる「ジョイナスポイントカード」が導入されていたが、2024年3月より利用施設・店舗が拡大された相鉄グループの共通ポイントサービス「相鉄ポイント」が開始されている。

### フロア構成
詳細は公式サイトを参照のこと。
ジョイナステラス1および2は2〜4階の各階で連絡通路（デッキなど）により接続されており、2階では二俣川駅コンコース（改札階）とも接続している。また、南口の地上部はジョイナステラス1の3階部分に当たり、交通広場（バス・タクシー乗り場）も同階に置かれている。なお、ジョイナステラス1の5階にある認可保育園「太陽の子 二俣川駅保育園」には、同階の他のフロアからは直接入れないようになっている（2階に専用エレベーターあり）。
ジョイナステラス1（COPRE 二俣川内）
- 6F：屋上広場「グリーングリーンテラス」（イベントスペースあり） ※屋上行きのエレベーターは1基のみ
- 5F：くまざわ書店（カフェ併設）/横浜市 二俣川駅行政サービスコーナー[30]/＊他にライフスタイル・サービステナントなど
- 4F：ユニクロ/無印良品/スタジオアリス
- 3F：和カフェ ツムギ/＊他にファッション・雑貨・カフェテナントなど
- 2F：そうてつローゼン/ハックドラッグ/横浜銀行/＊他に食料品（スイーツ・フード）テナントなど

ジョイナステラス2（駅舎上部）
- 4F：レストラン・カフェフロア「TERRACE DINING」（#フロアギャラリーも参照）/＊他に美容・リラクゼーション・サービステナントなど
- 3F：スターバックスコーヒー/ABCマート/ ? インフォメーション（イベントスペースあり）/＊他にライフスタイル・ファッション・雑貨テナントなど
- 2F：《改札前エリア》ファッション・雑貨・レストラン・カフェ・食料品テナント・コンビニなど[5]

ジョイナステラス3（二俣川駅北口共同ビル内）
- 4F：フードコート（モスバーガー/横濱たんめん 一品香/マルダイラーメン）/＊他にサービステナントなど
- 3F：ハックドラッグ/ワッツ (100円ショップ)/カルディコーヒーファーム
- 2F：ドトールコーヒー/ヴィ・ド・フランス/＊他にフードテナントなど

#### フロアギャラリー
ジョイナステラス1

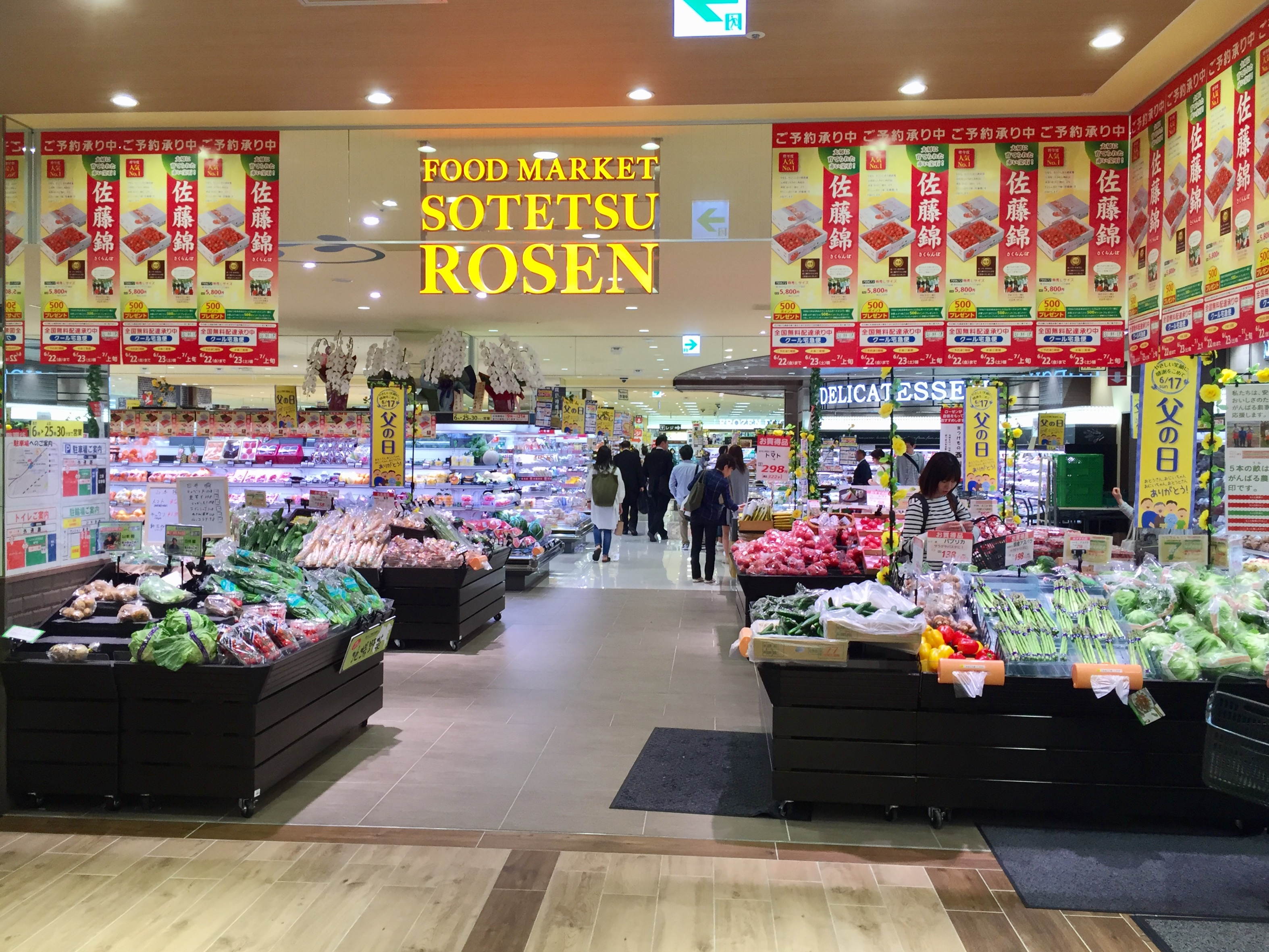
2階のそうてつローゼン店内
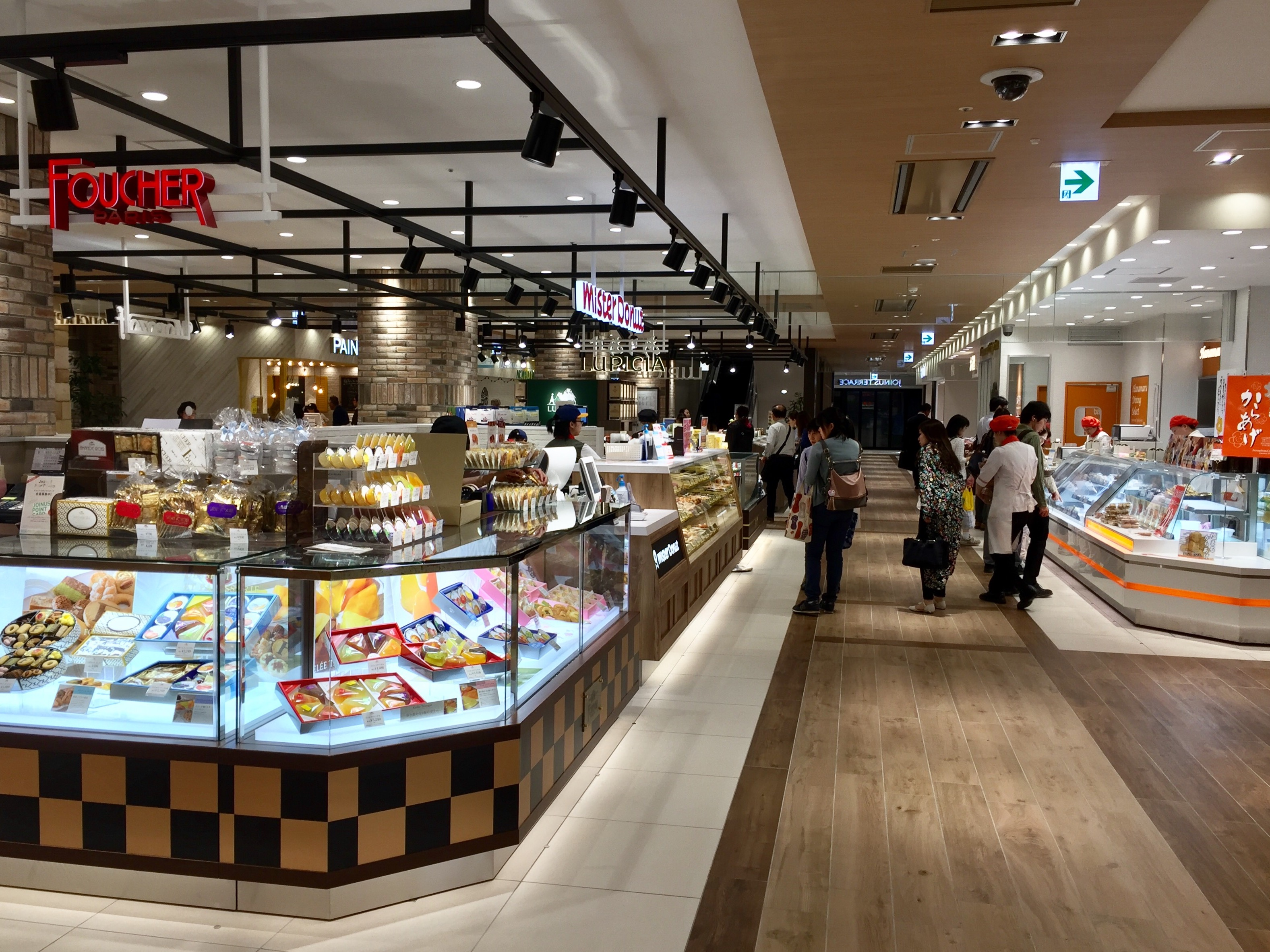
2階の食料品フロア
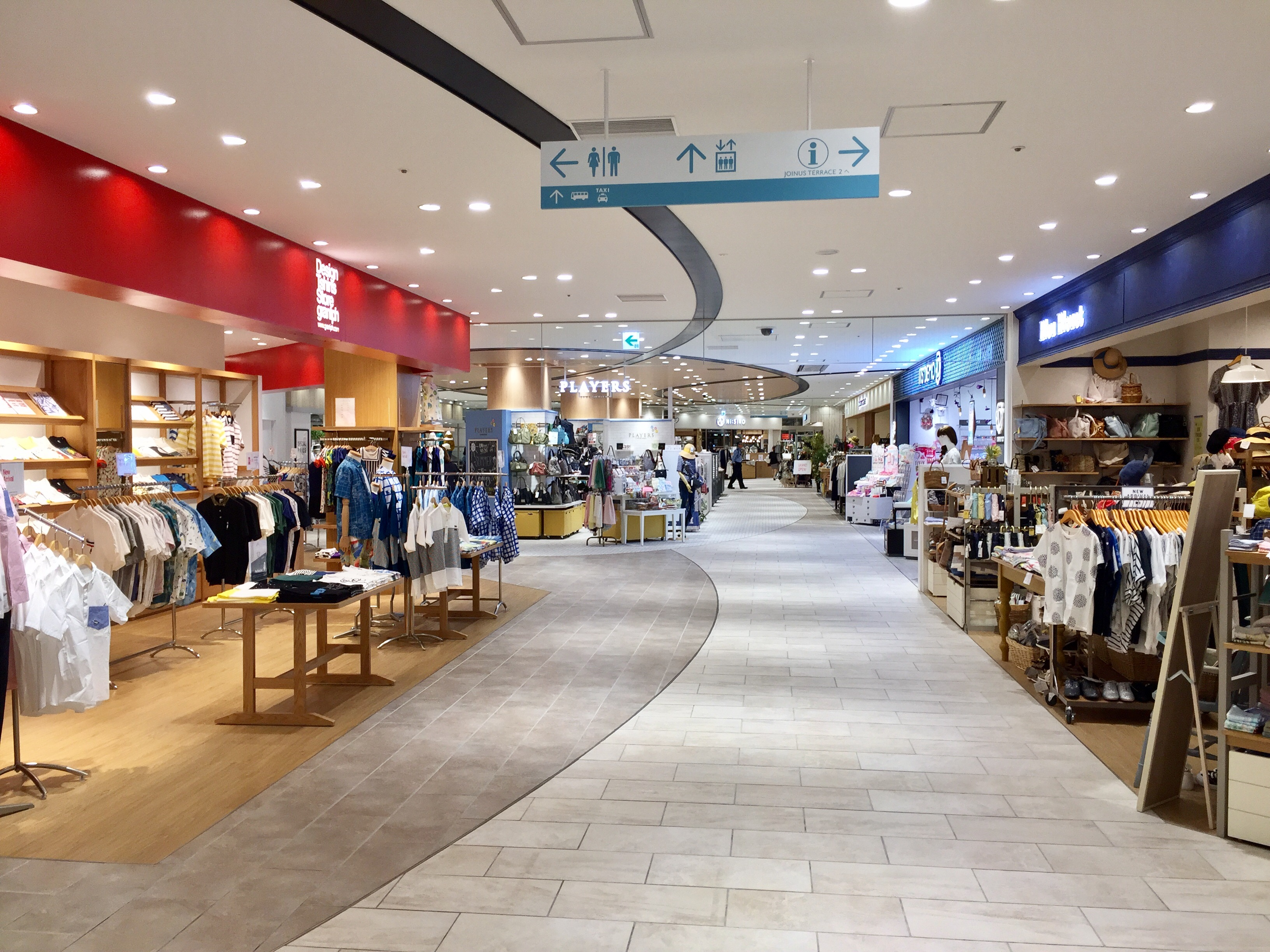
3階ファション・雑貨フロア
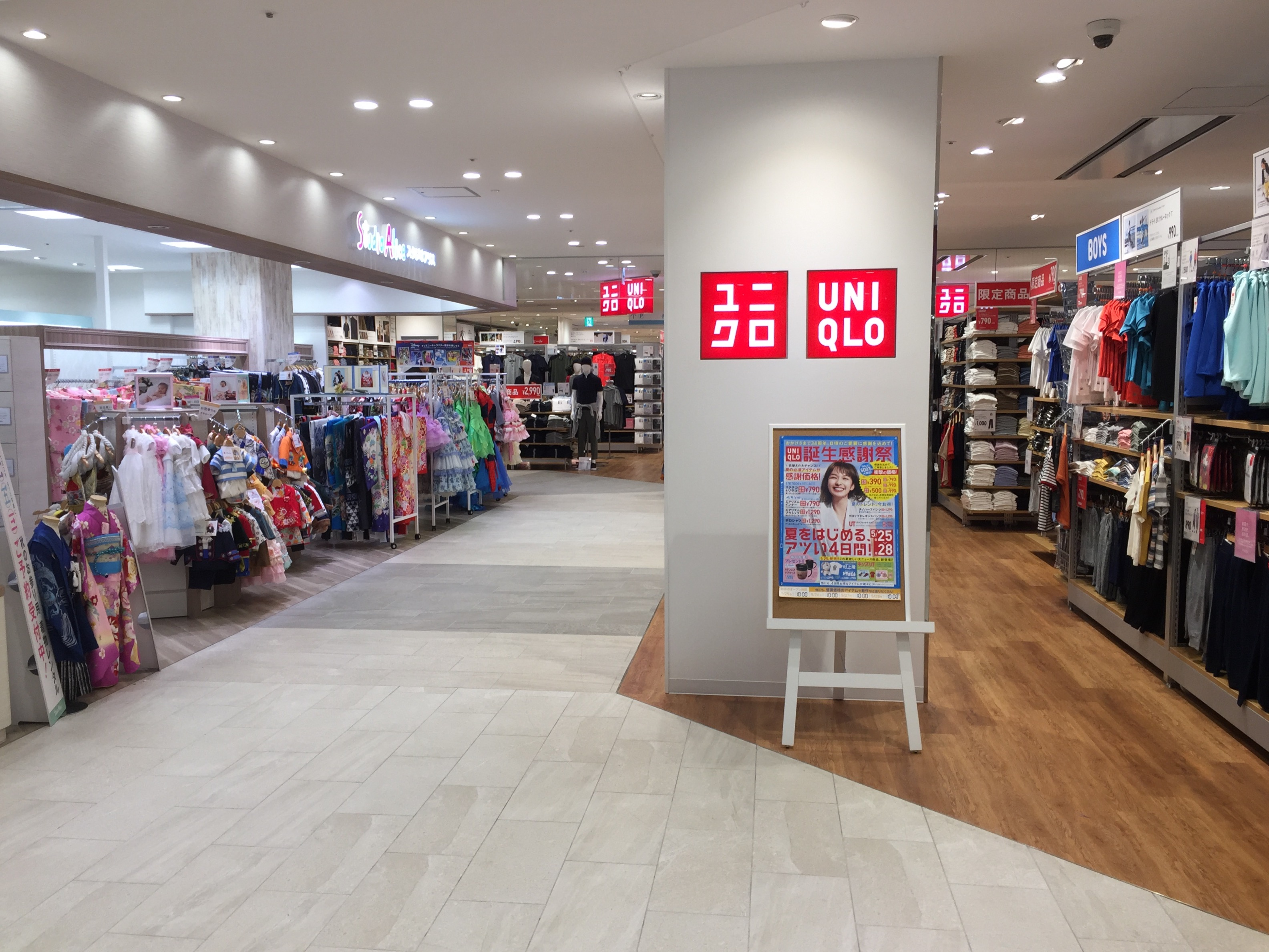
4階のユニクロなどがあるフロア
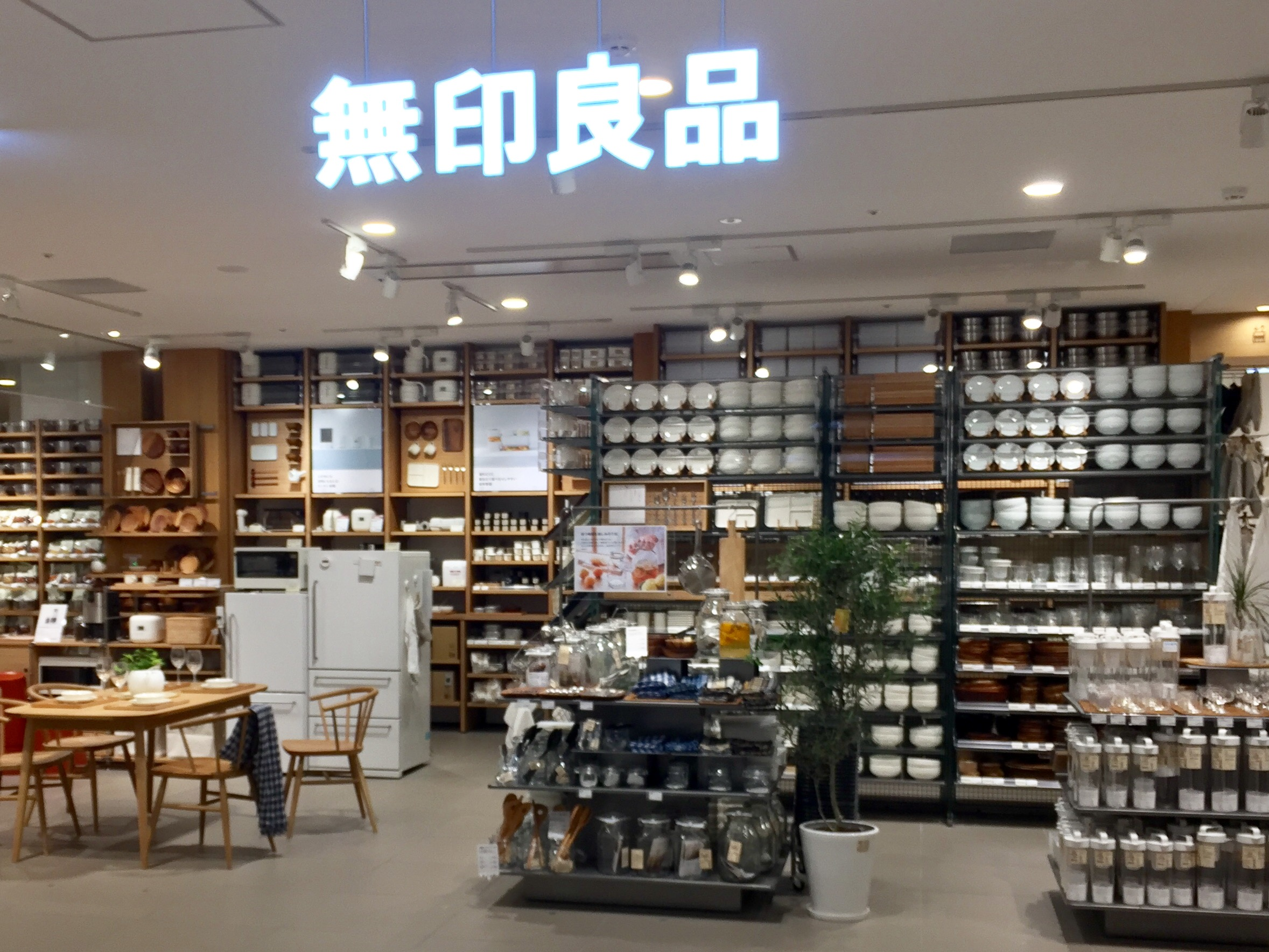
4階の無印良品
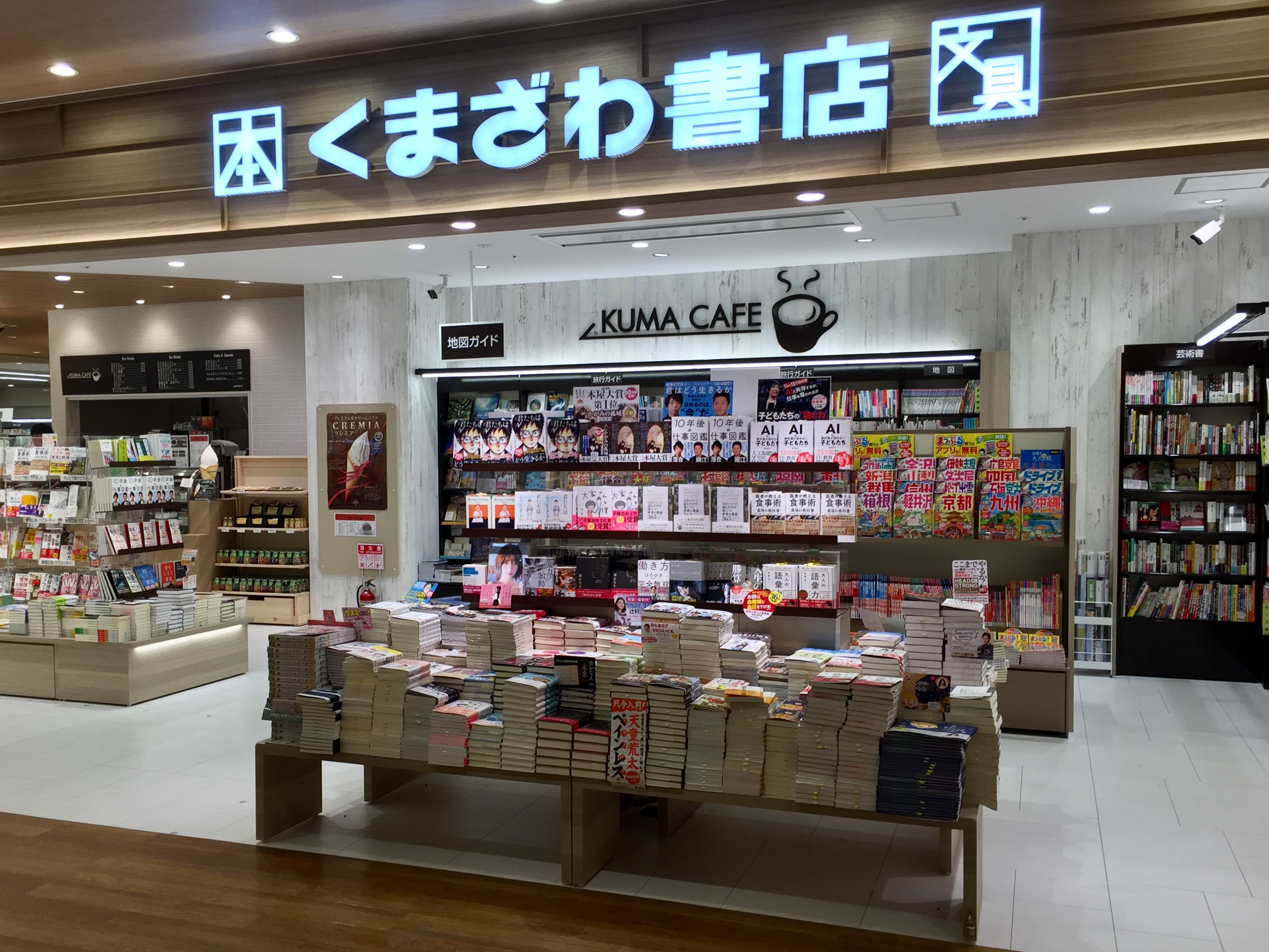
5階のくまざわ書店

ジョイナステラス2
2階改札前エリア

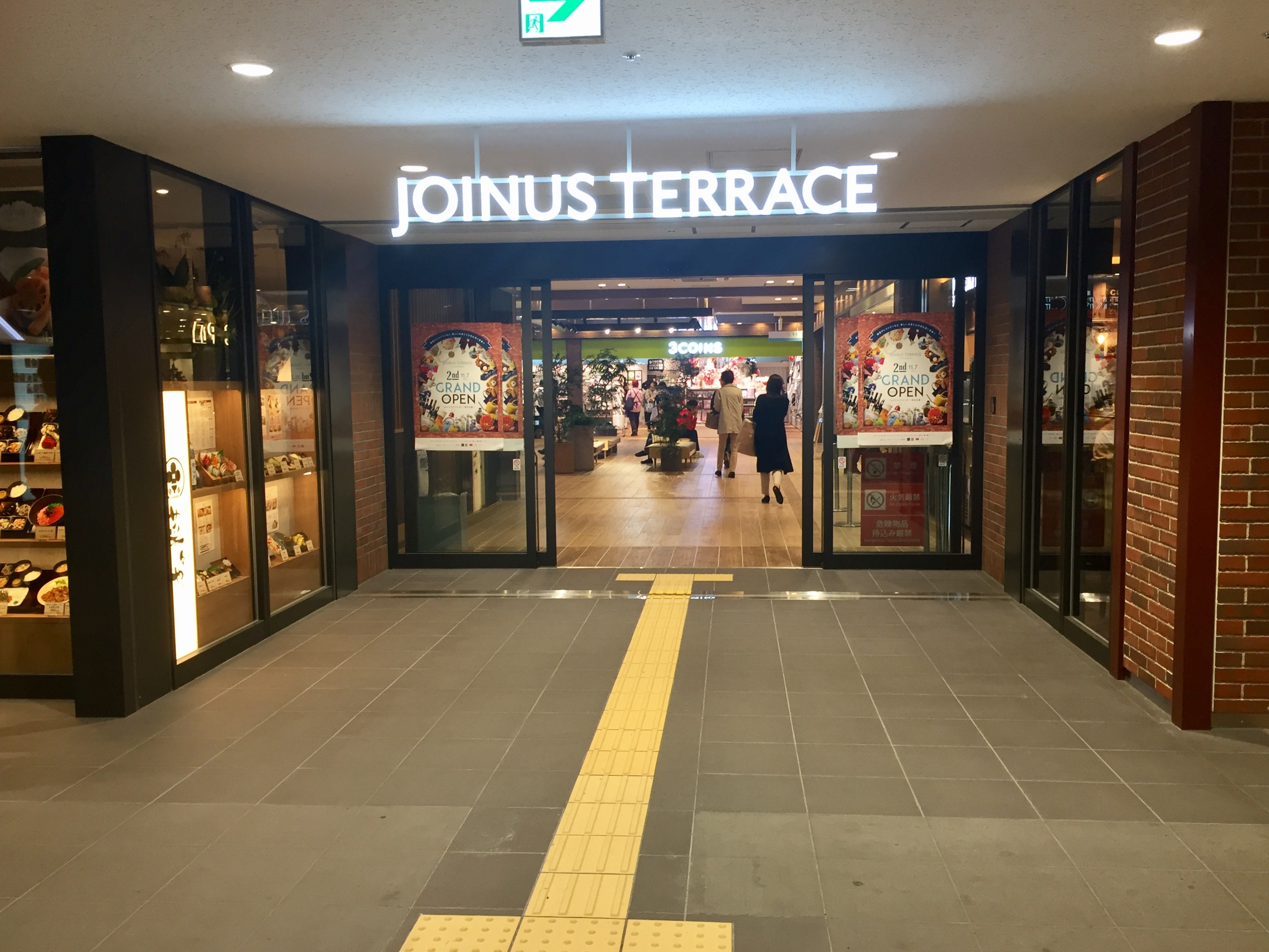
2018年11月開業した改札前エリア
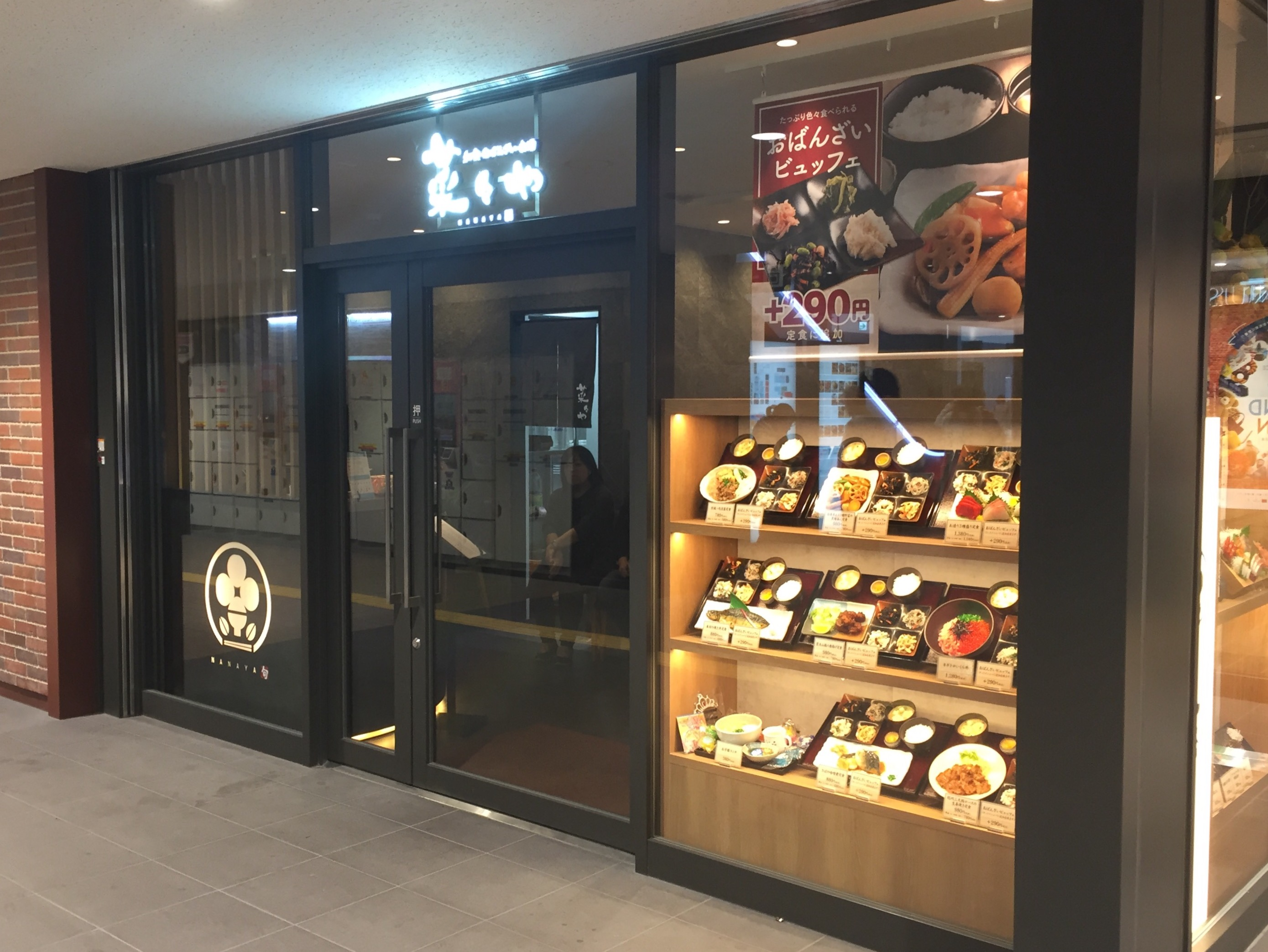
同エリアにオープンした菜々や
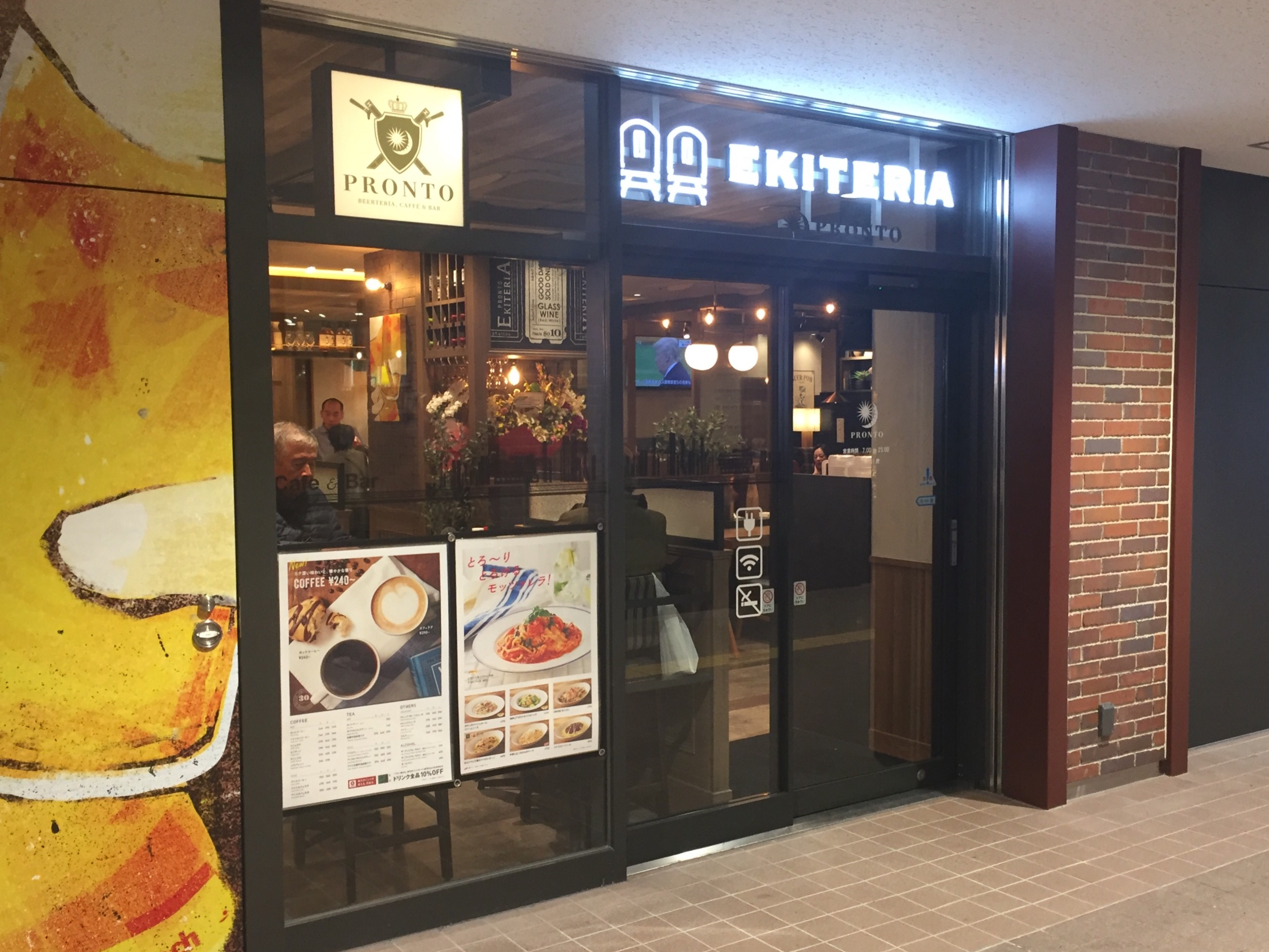
同じくエキテリア プロント

4階「TERRACE DINING」（レストラン・カフェフロア）

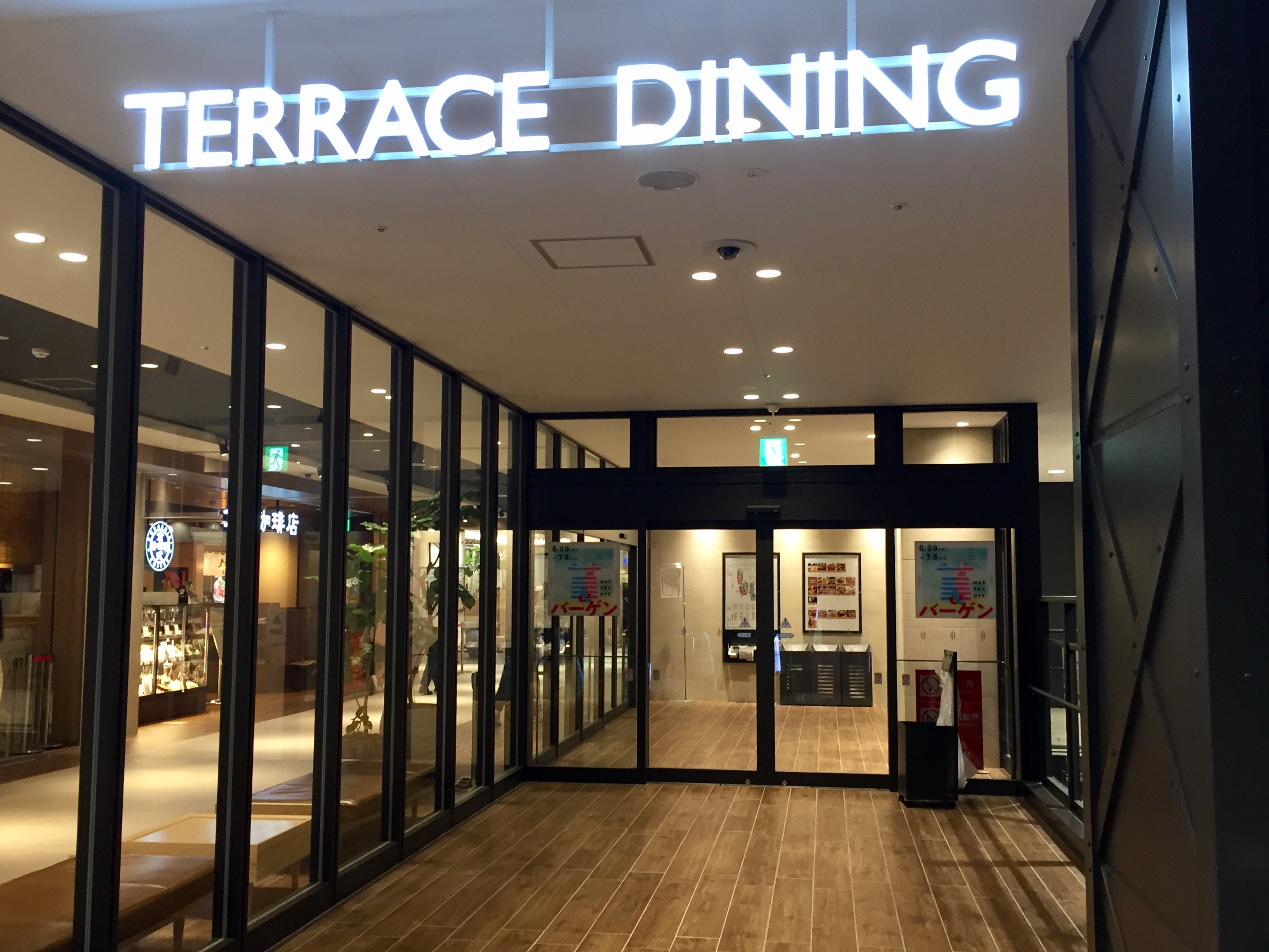
TERRACE DININGの入口
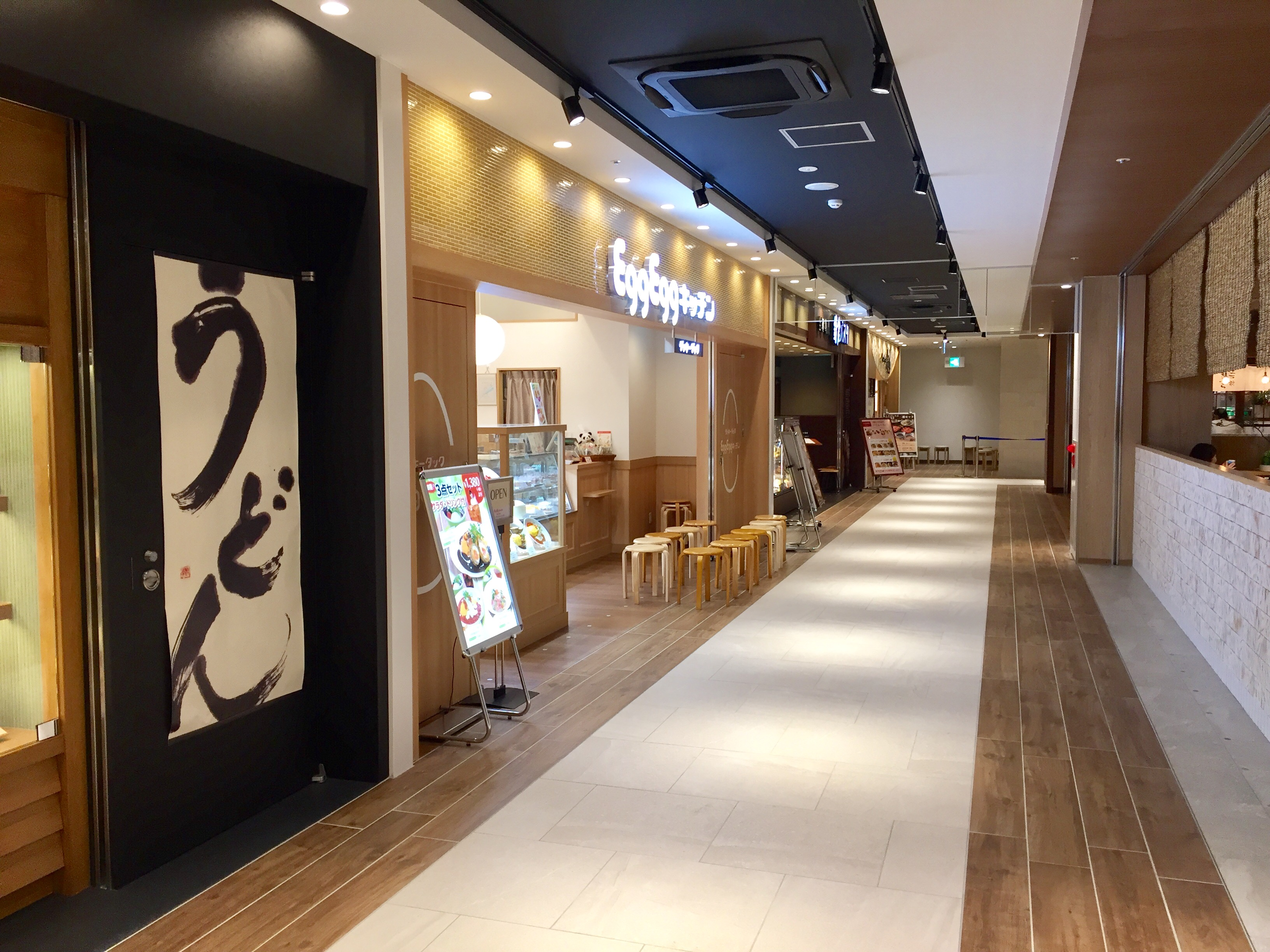
フロア内の様子
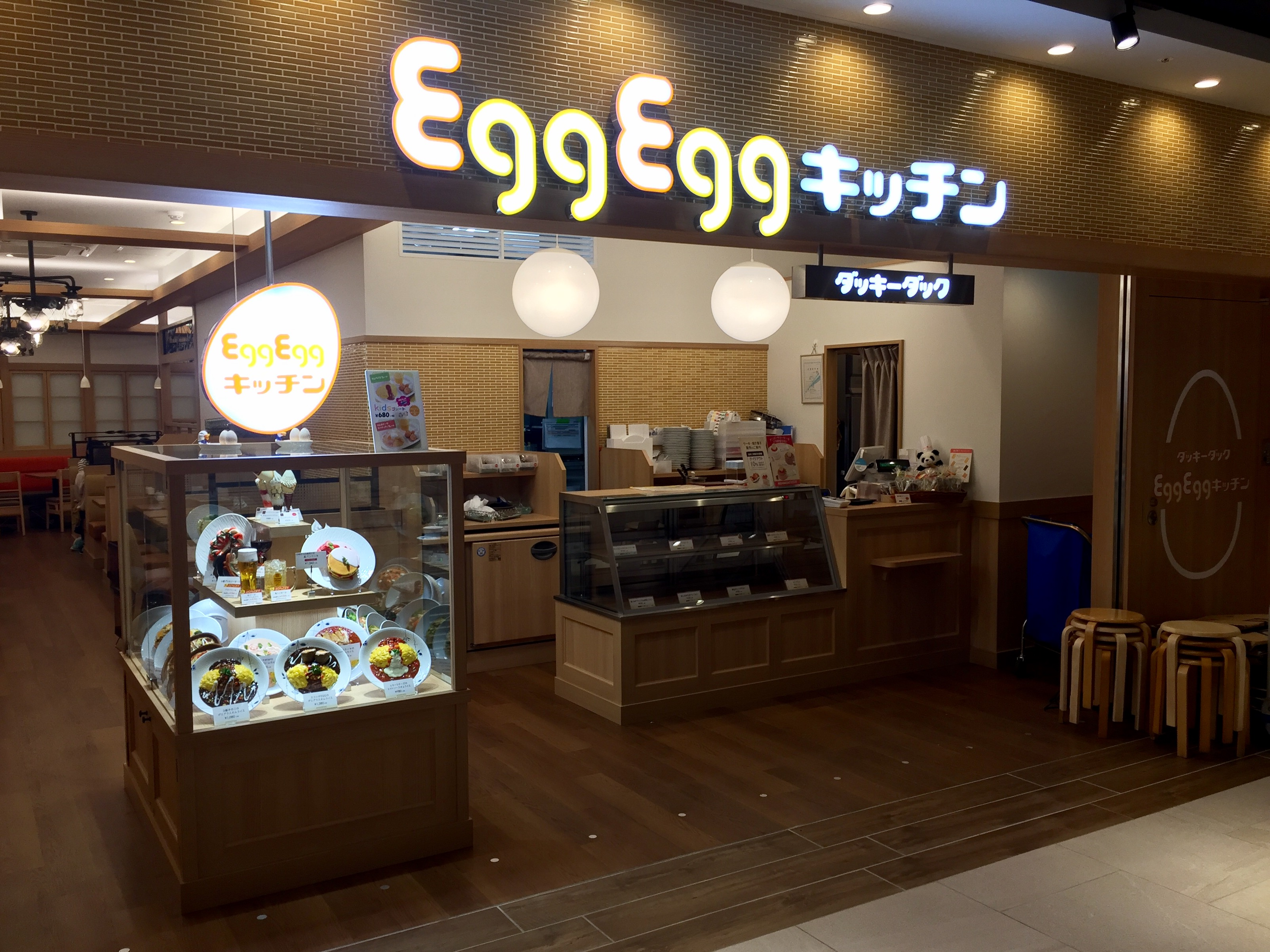
Egg Egg キッチン
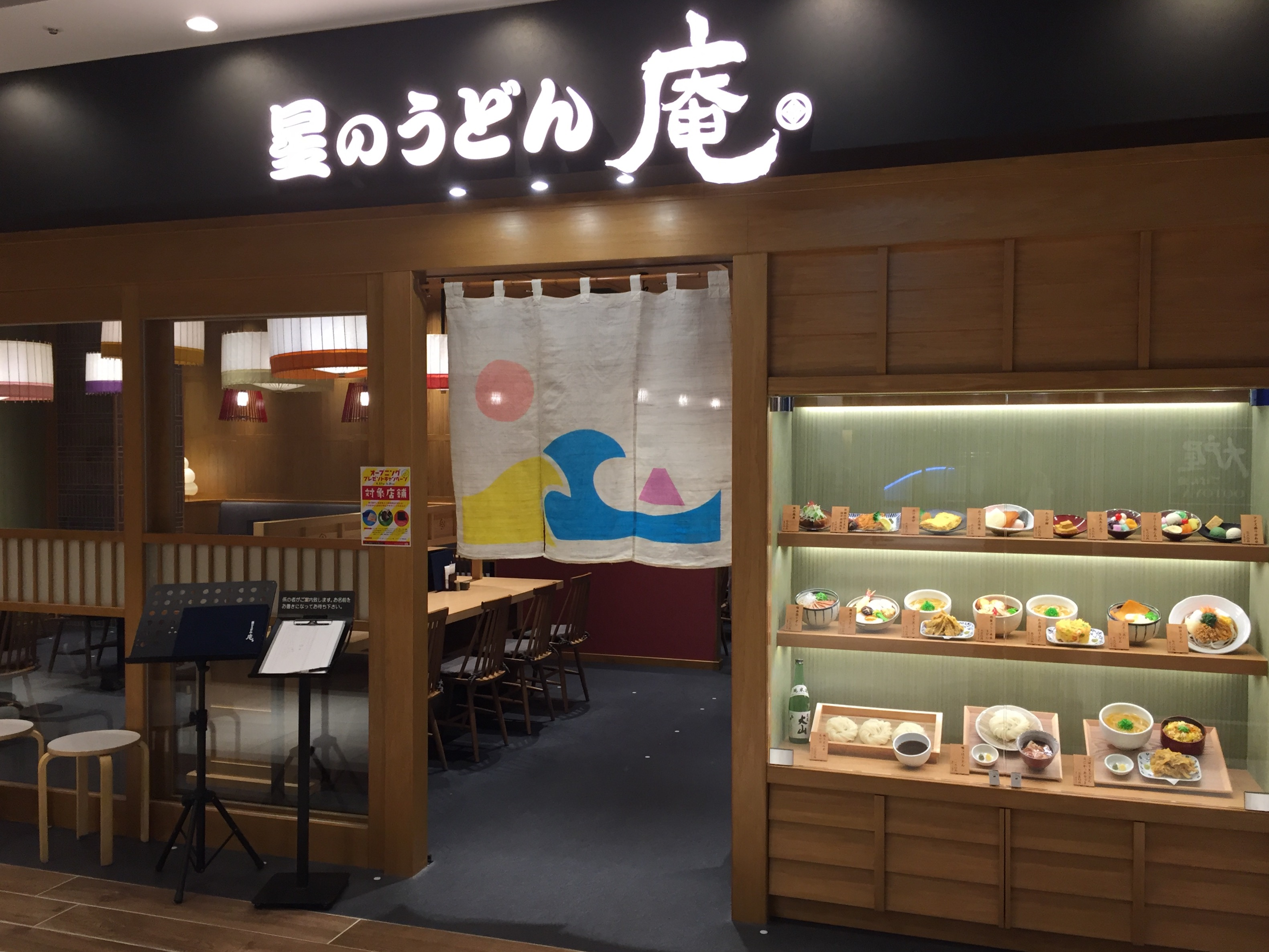
星のうどん 庵
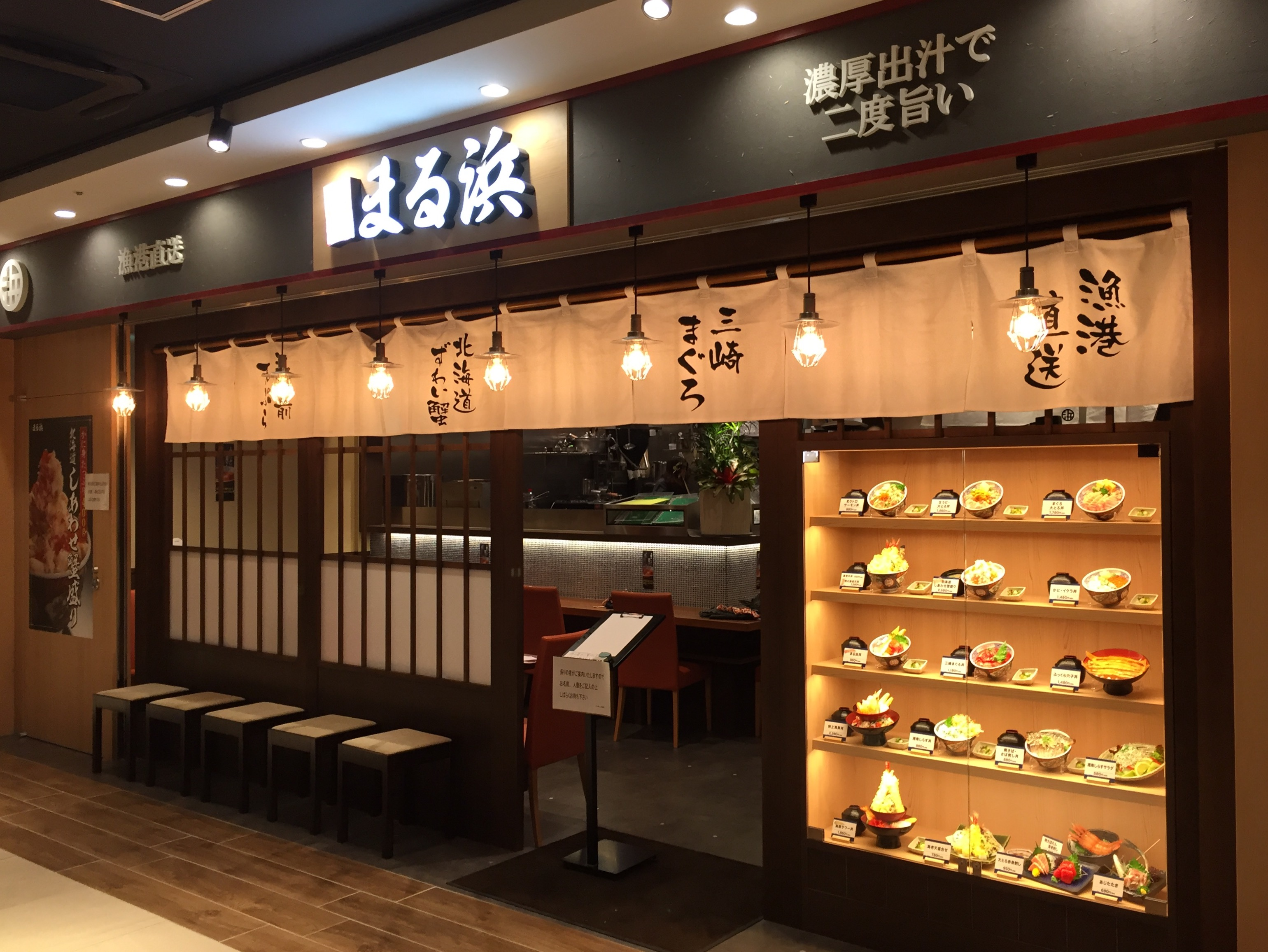
三代目網元まる浜
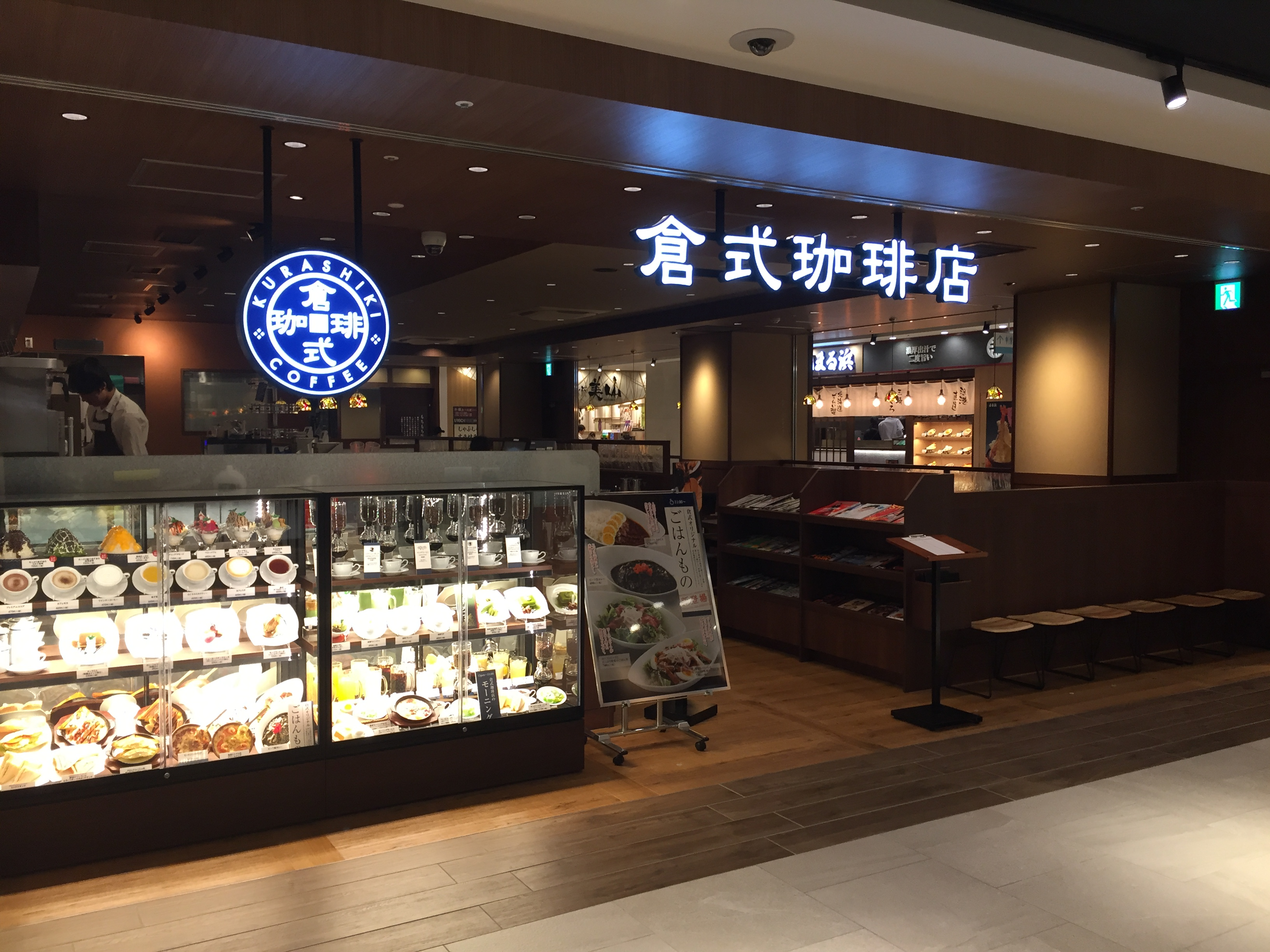
倉式珈琲店

## 営業時間
詳細は公式サイト「営業時間・施設案内」を参照のこと。
- ショッピング：10:00 - 21:00
- レストラン：11:00 - 22:00

※一部店舗を除く（下記も参照）
上記営業時間外に営業している主な店舗
- そうてつローゼン（2F）：6:00 - 25:30
- ハックドラッグ（2F）：9:00 - 23:00
- パンパティ（2F）：7:00 - 21:00
- 横浜銀行（2F）：9:00 - 15:00
- ココ第一薬局（2F）：9:00 - 19:00
- エキテリア プロント（2F）：7:00 - 23:00
- 菜々や（2F）：11:00 - 24:00
- ファミリーマート（2F）：5:30 - 24:00
- スターバックスコーヒー（3F）：7:00 - 22:30
- 倉式珈琲店（4F）：10:00 - 22:00

## アクセス
詳細は公式サイト「アクセス・駐車場」を参照のこと。交通規制の関係でジョイナステラス1の荷捌所には相鉄線に並行する厚木街道（県道横浜厚木線）方向から踏切を渡って進入出来るが、日中時間帯はジョイナステラス1の駐車場から厚木街道へ向かう事が出来無い。
- 鉄道：相鉄線「二俣川駅」（2階で直結）
- 自動車：保土ヶ谷バイパス「本村IC」より約500m
  - 駐車場：当施設直結の「二俣川南口駐車場」（約300台駐車可能）や提携駐車場などあり（上記公式サイト内ページを参照）

## 施設ギャラリー
建物外観

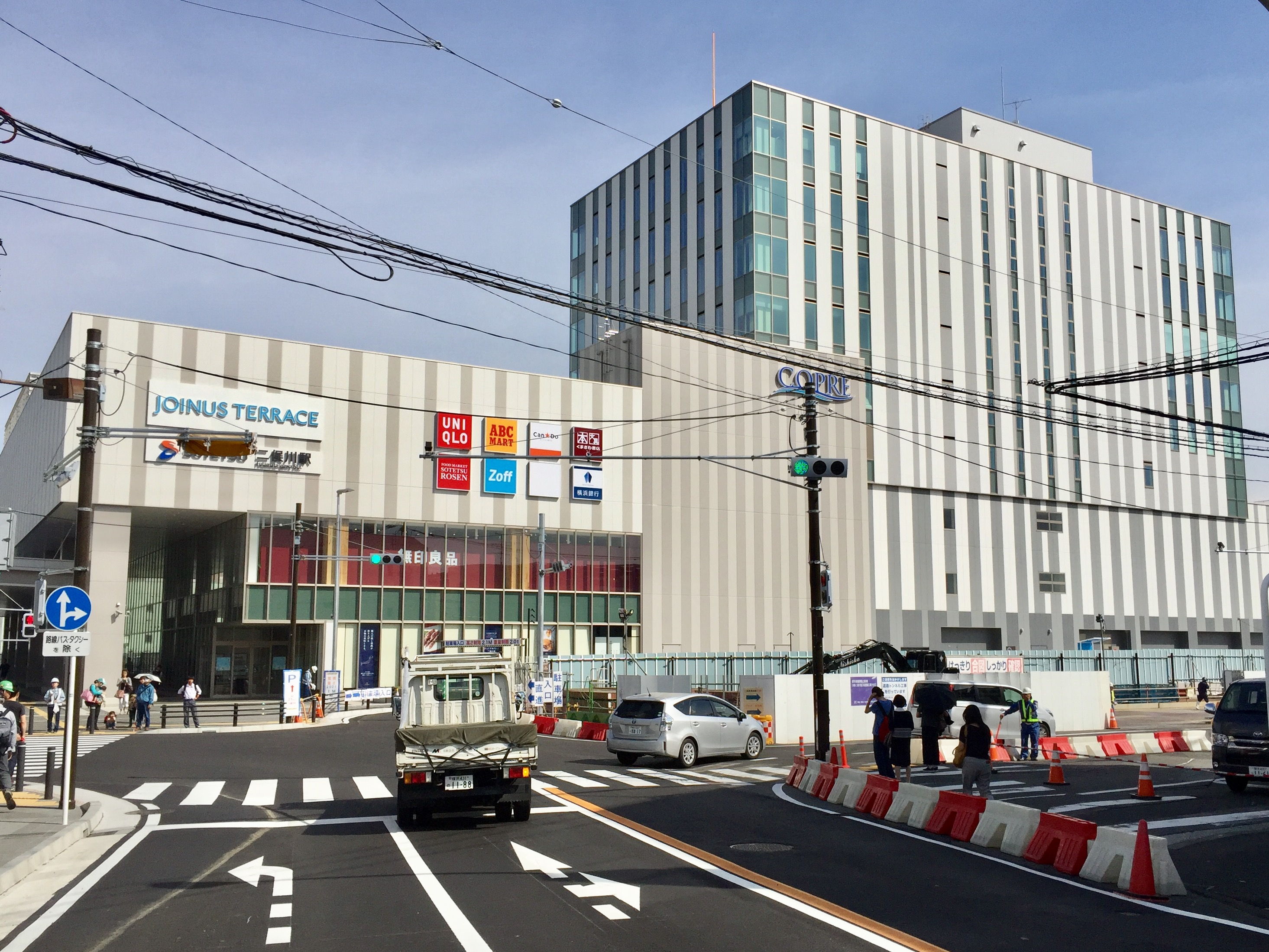
COPRE 二俣川の商業・業務棟
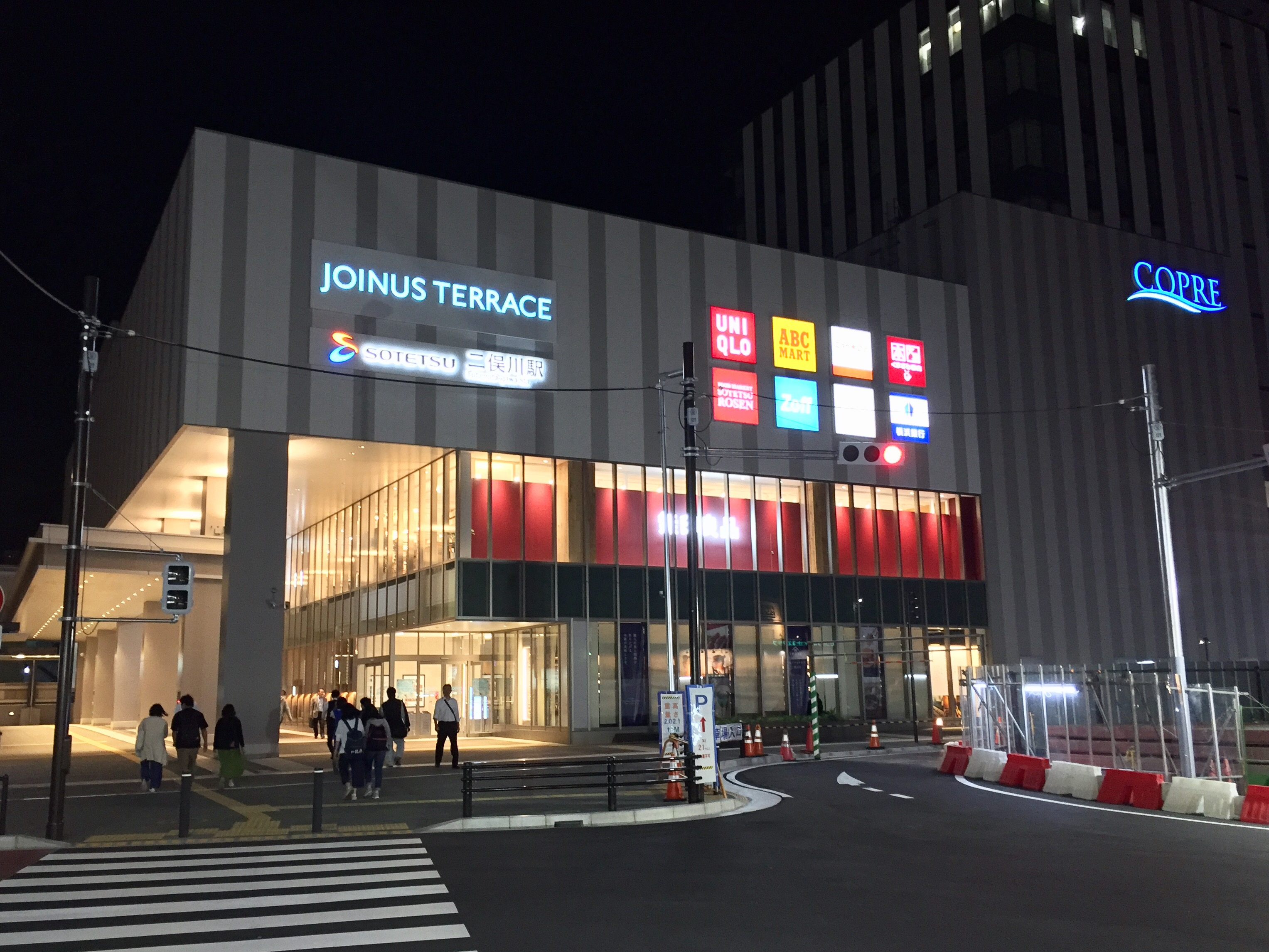
COPRE 二俣川の商業棟「ジョイナステラス1」の外観（日没後）
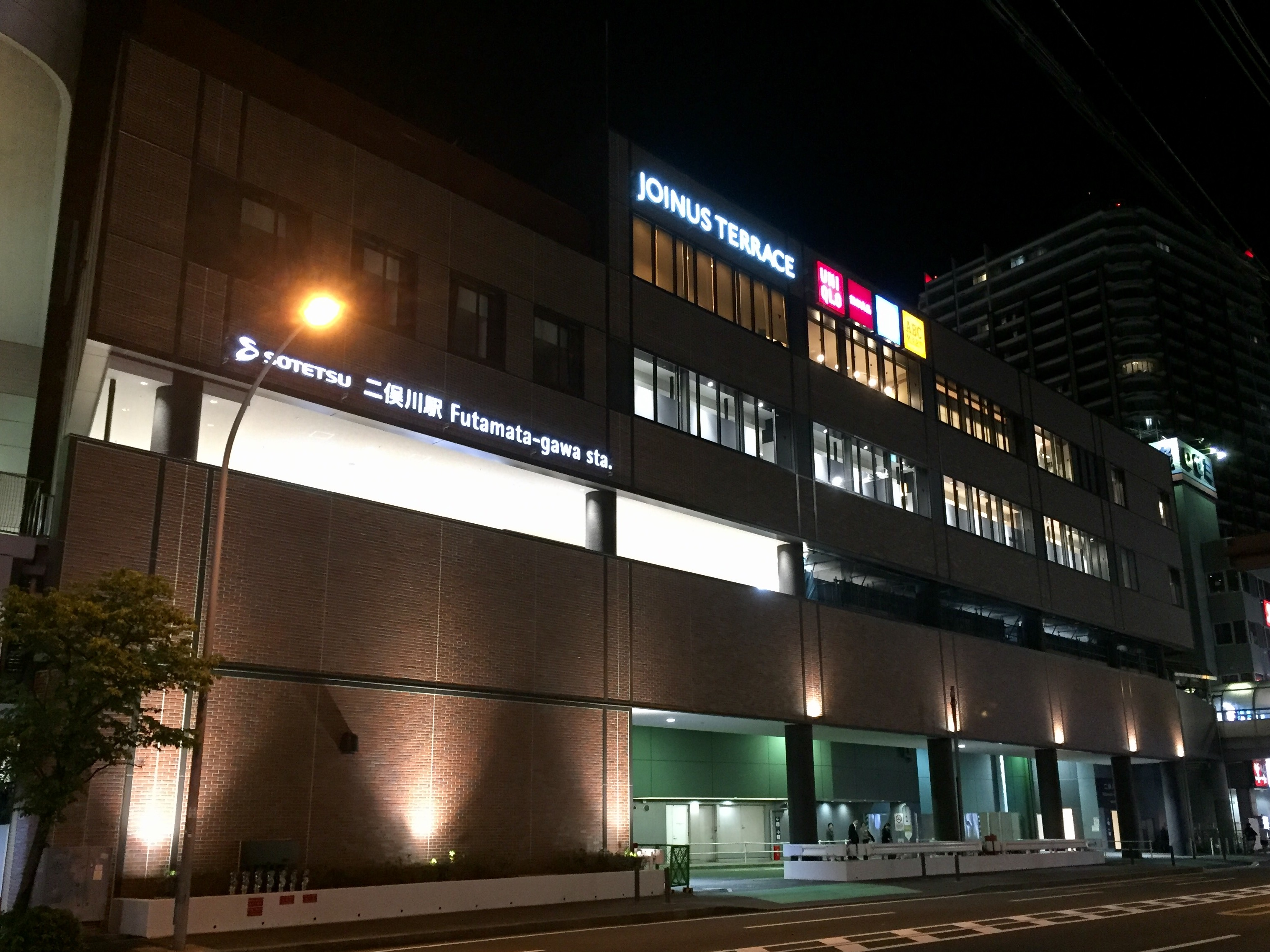
二俣川駅駅舎および「ジョイナステラス2」の外観（日没後）
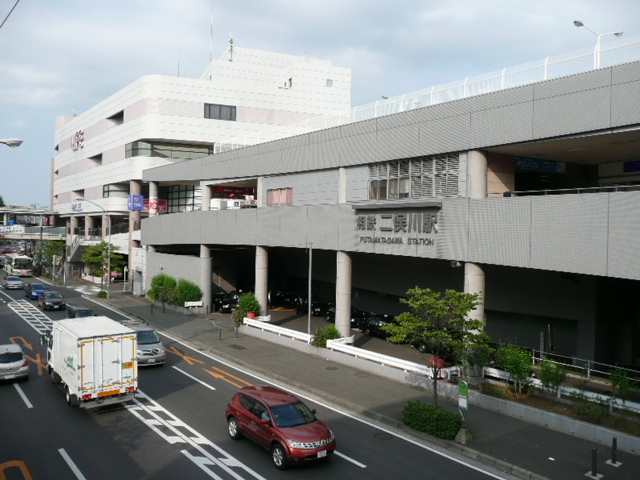
改装前の二俣川駅駅舎（北口側）で、左奥に見えるのが現在の「ジョイナステラス3」（旧・相鉄ライフ二俣川）が入る建物（2007年7月撮影）

吹き抜け空間・通路など

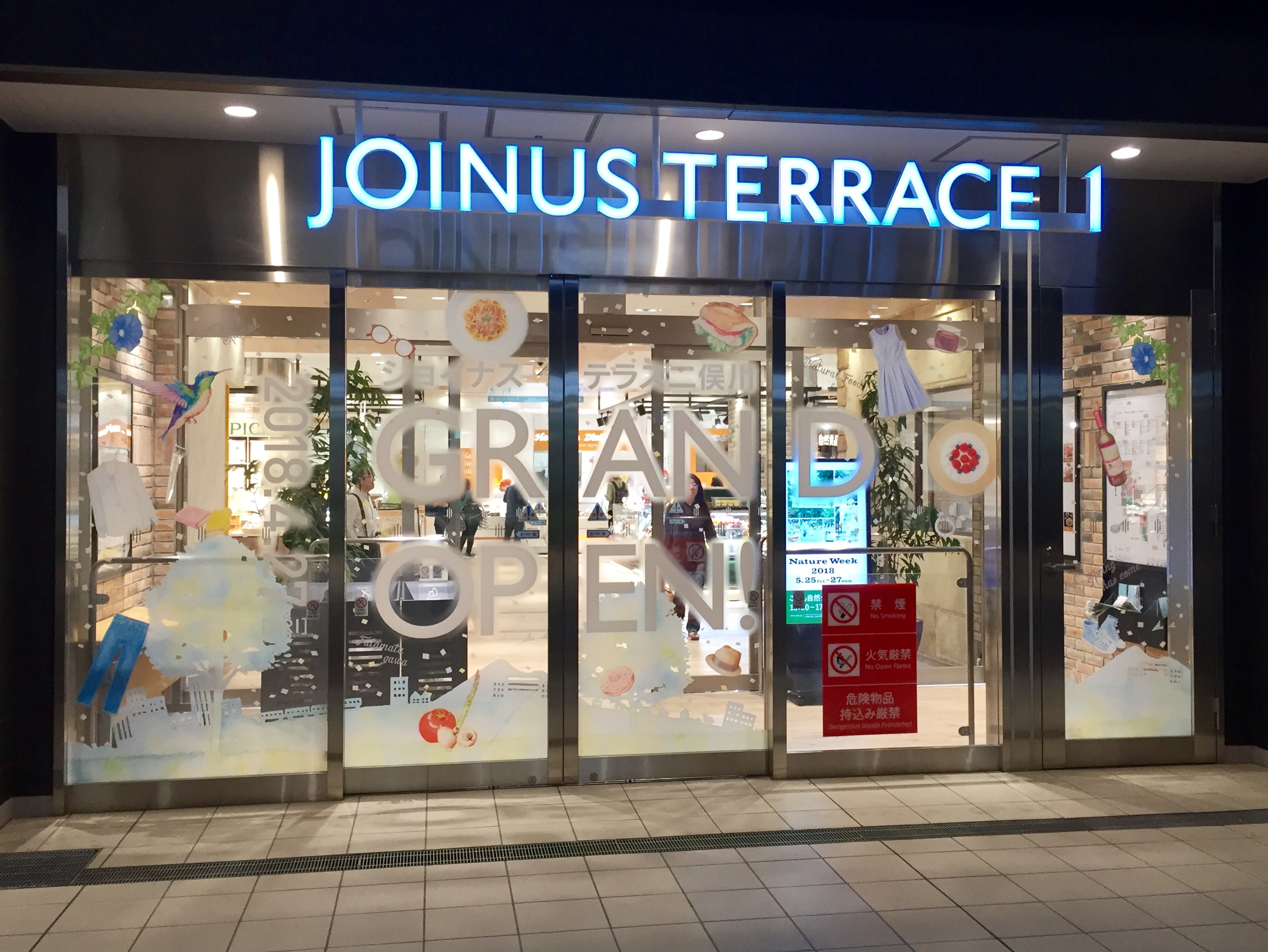
ジョイナステラス1の2階入口
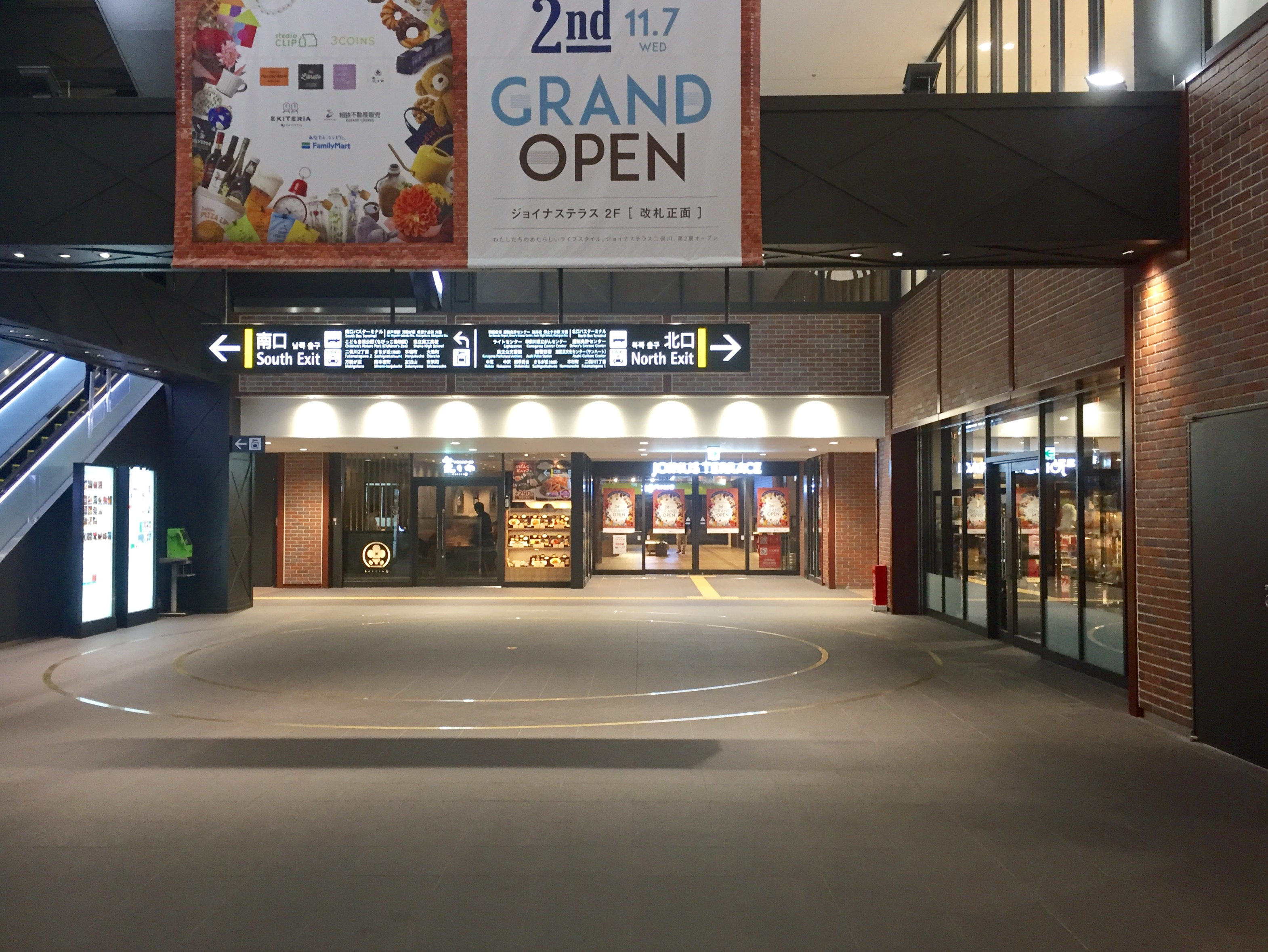
2階改札前（2018年11月撮影）
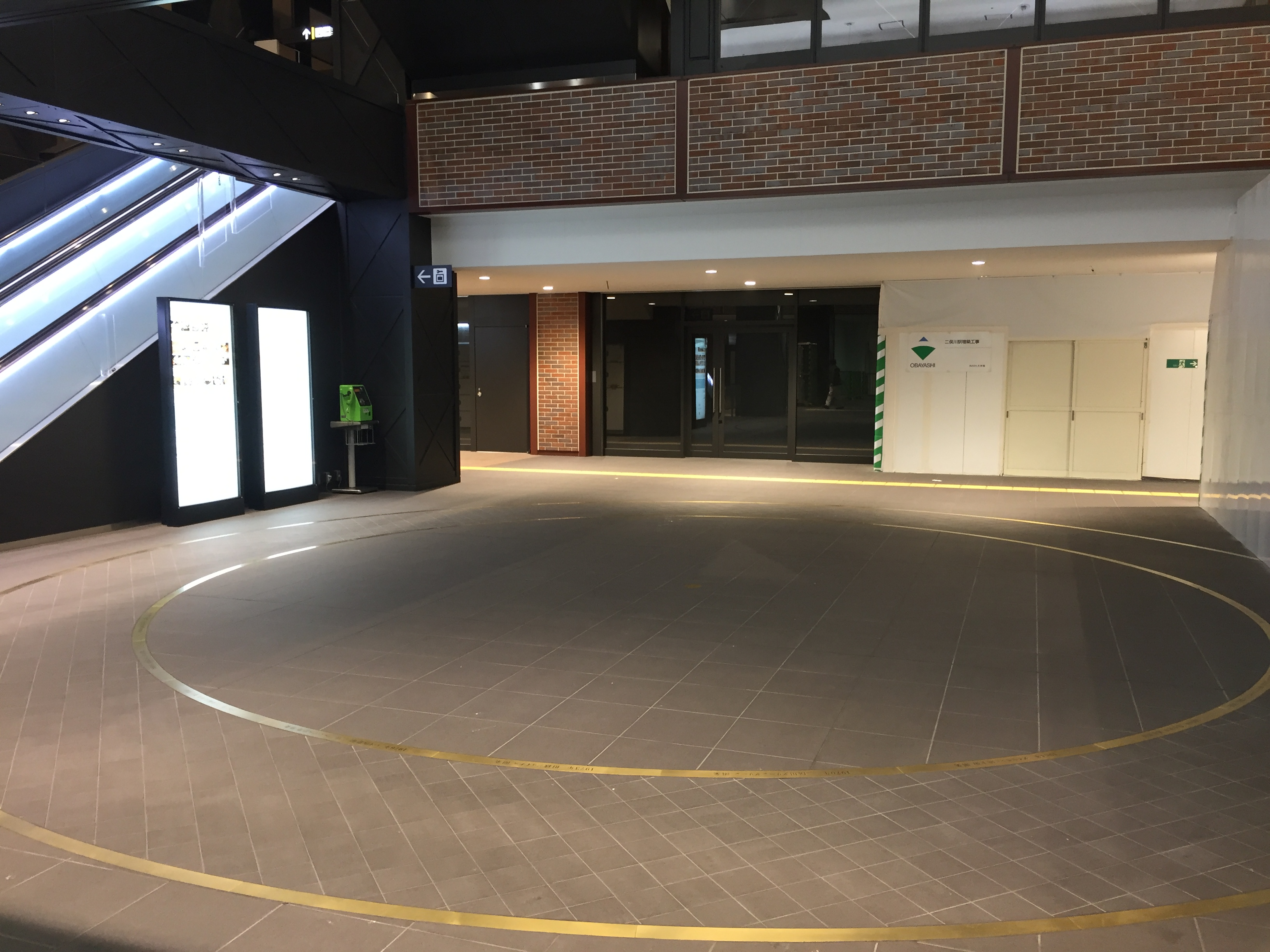
2階改札前に整備された相鉄グループ100年の歴史を刻んだ円周モニュメント（二重の円の幅は線路幅と同じ1,067mm）
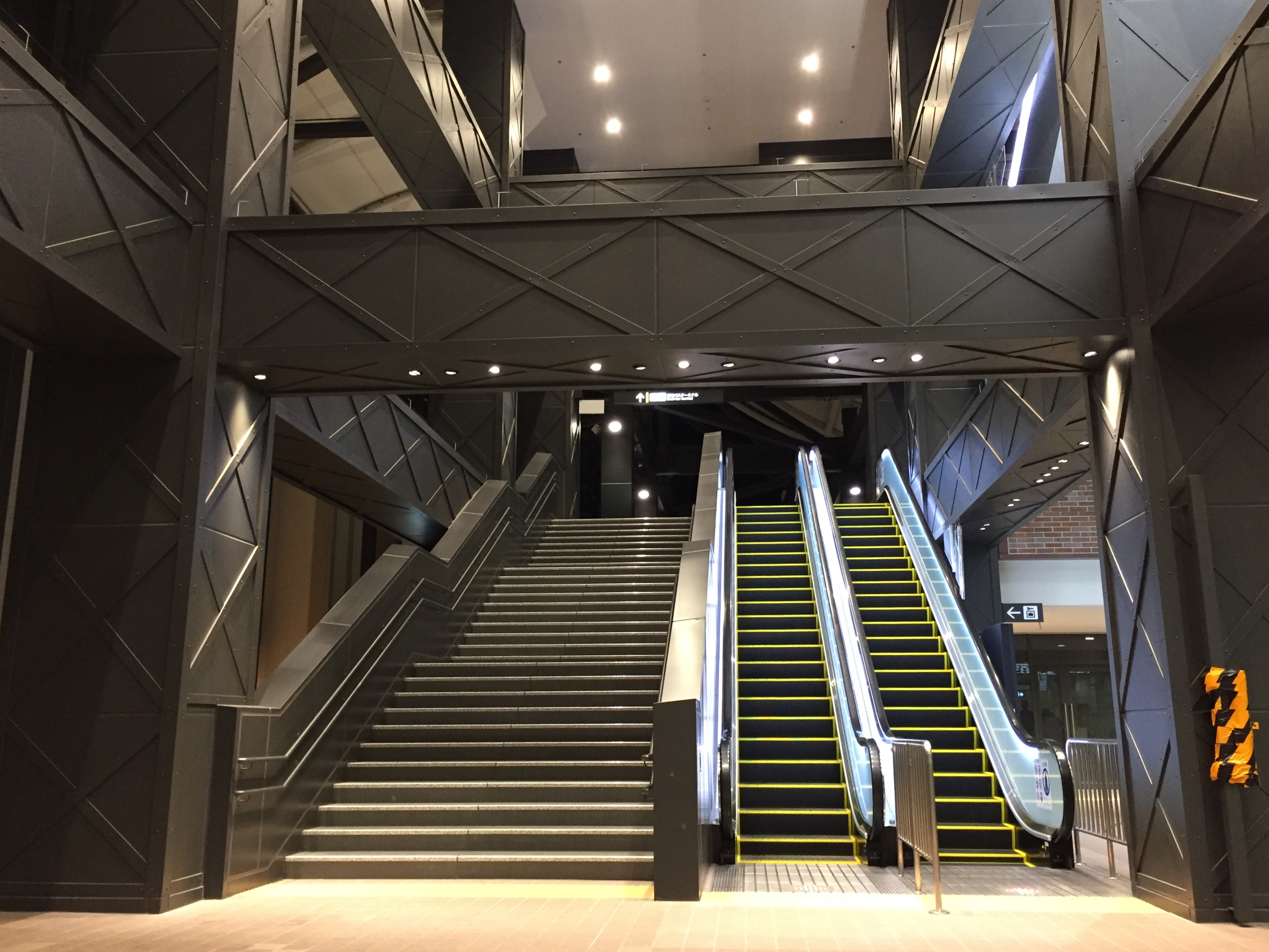
2階改札前よりジョイナステラス2の3階にアクセスできる階段・エスカレーター
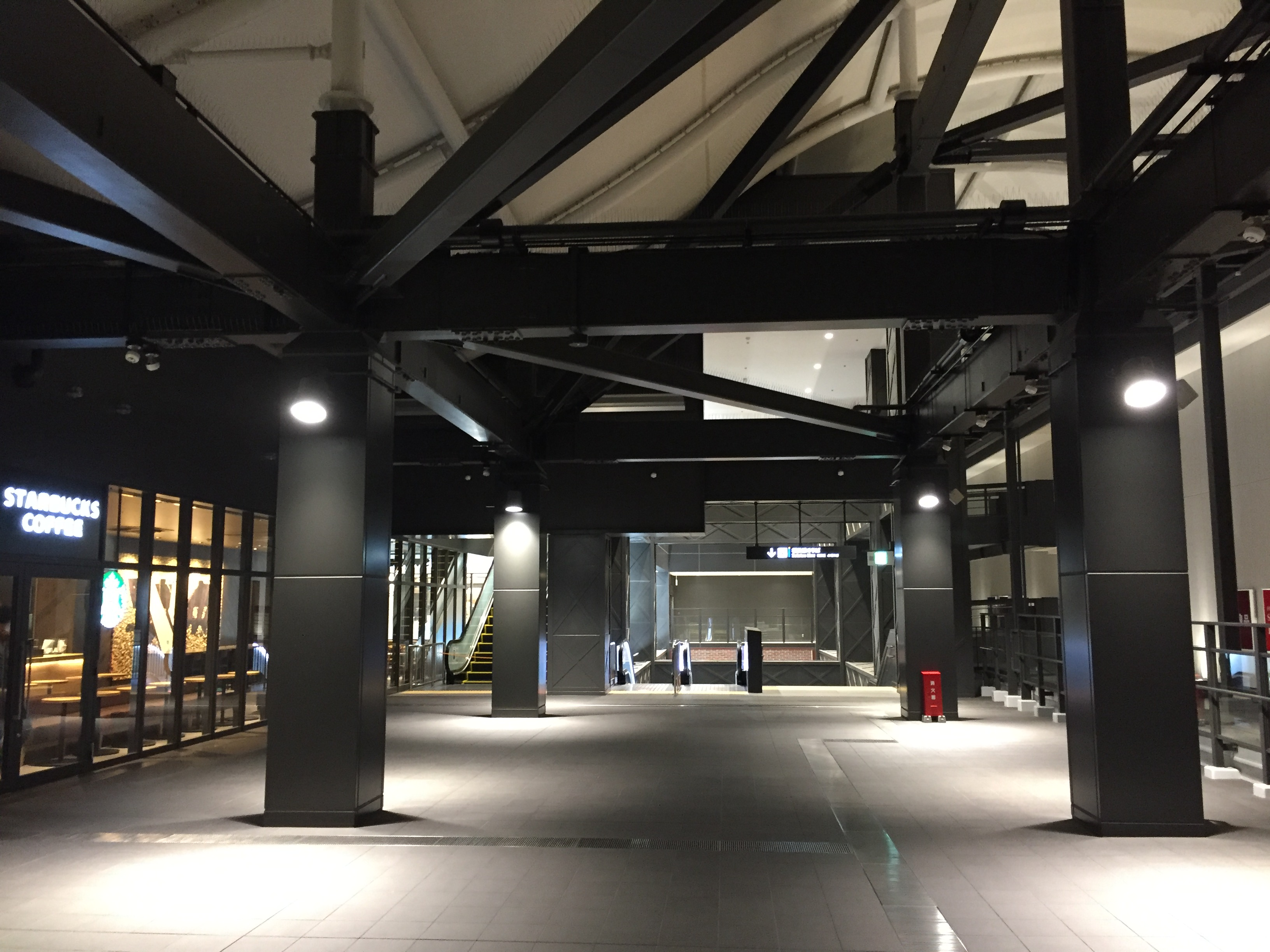
ジョイナステラス2の3階南エントランス（スターバックスコーヒー前）
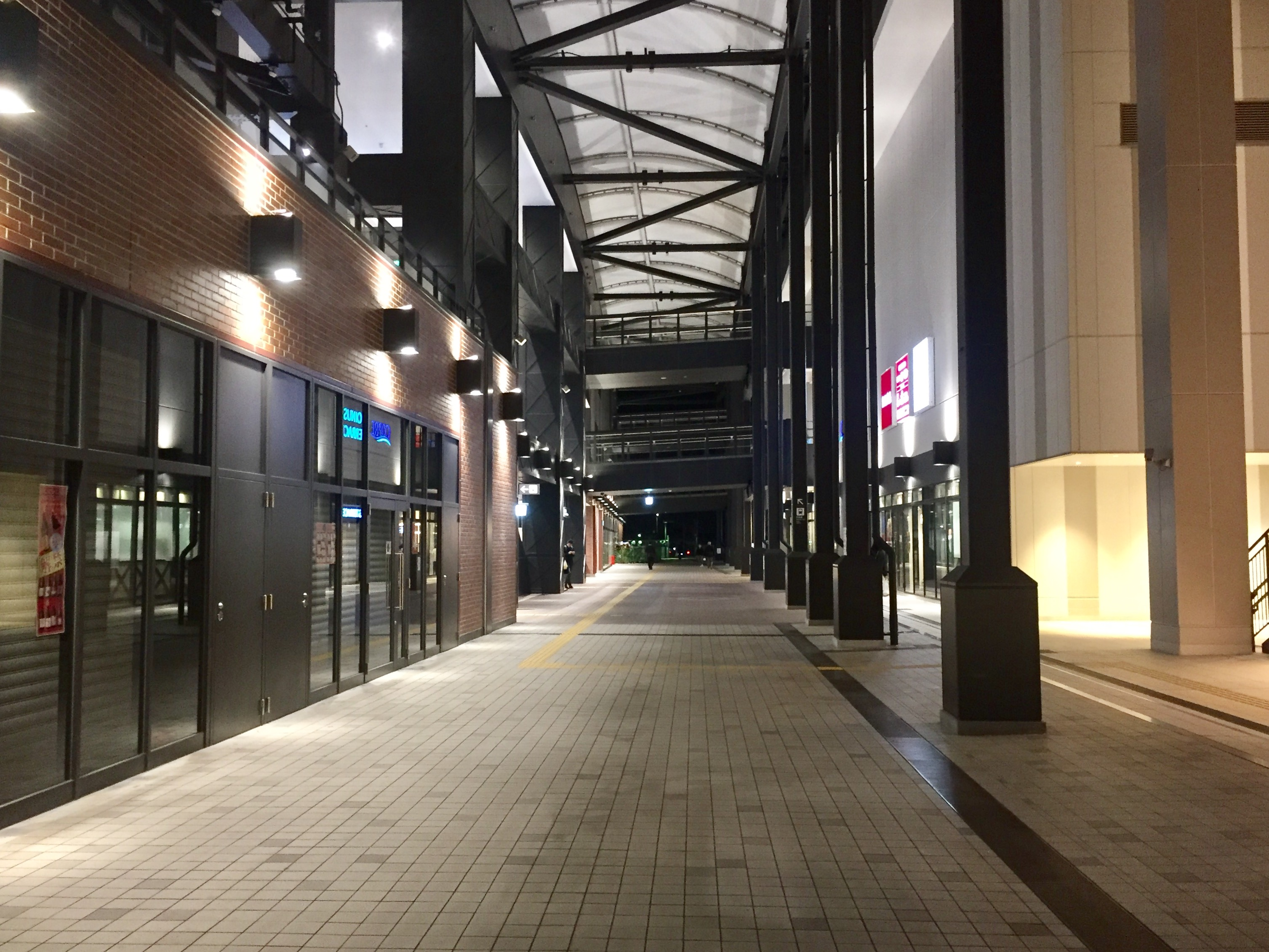
ジョイナステラス1とジョイナステラス2に挟まれた吹き抜け空間
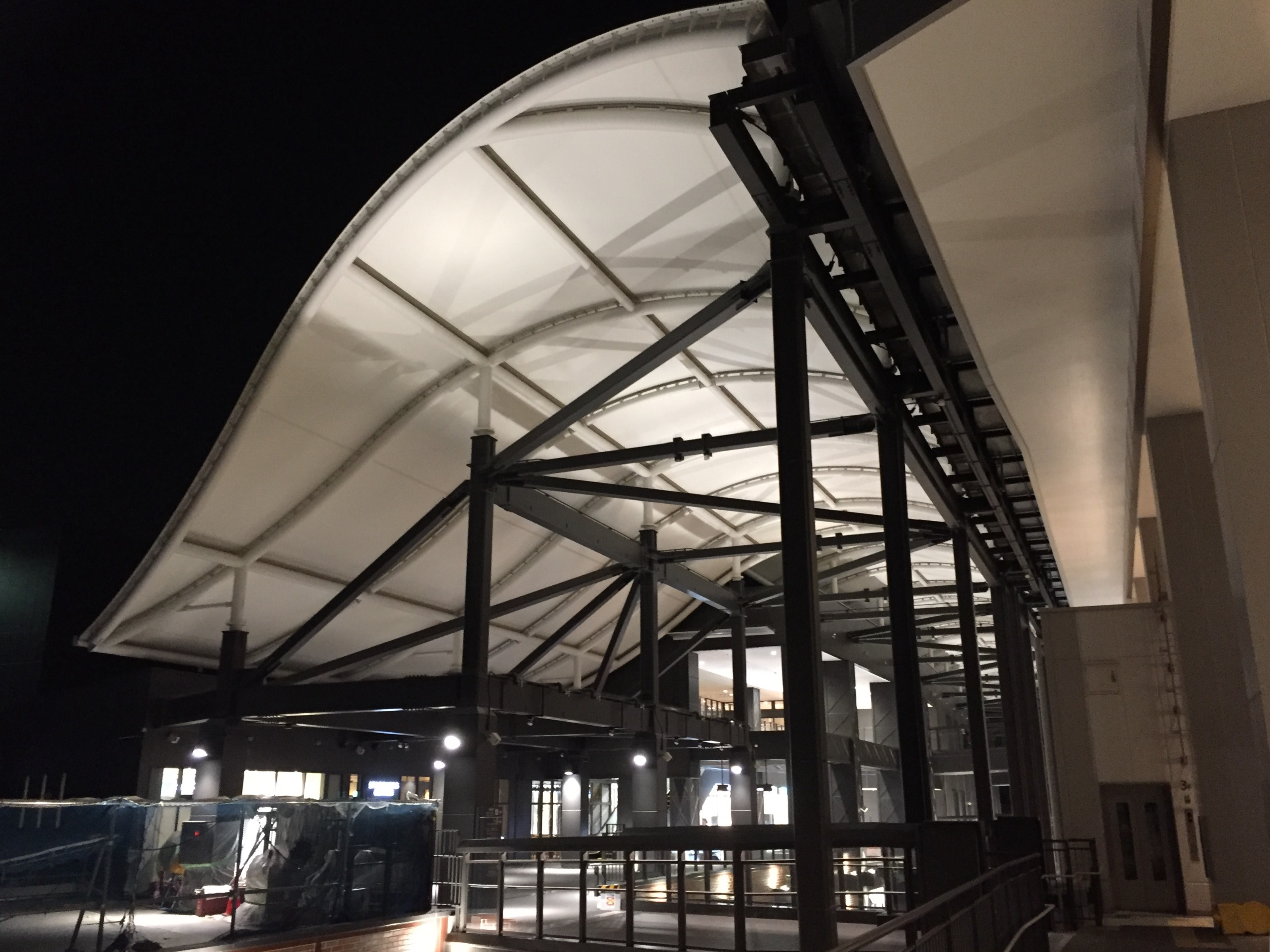
吹き抜け空間を覆う膜屋根
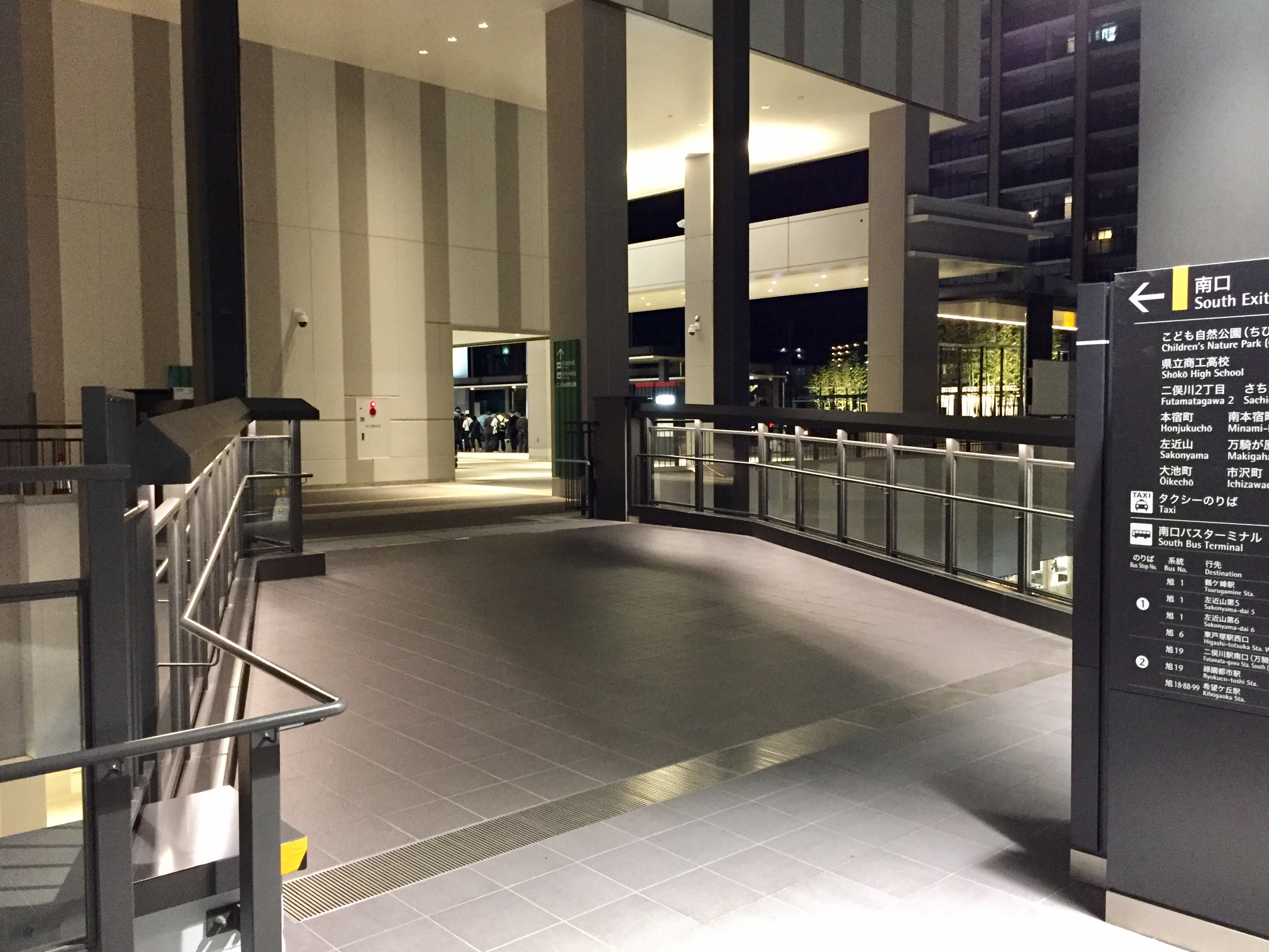
ジョイナステラス1とジョイナステラス2を接続する3階連絡通路（デッキ）、右奥には交通広場もある
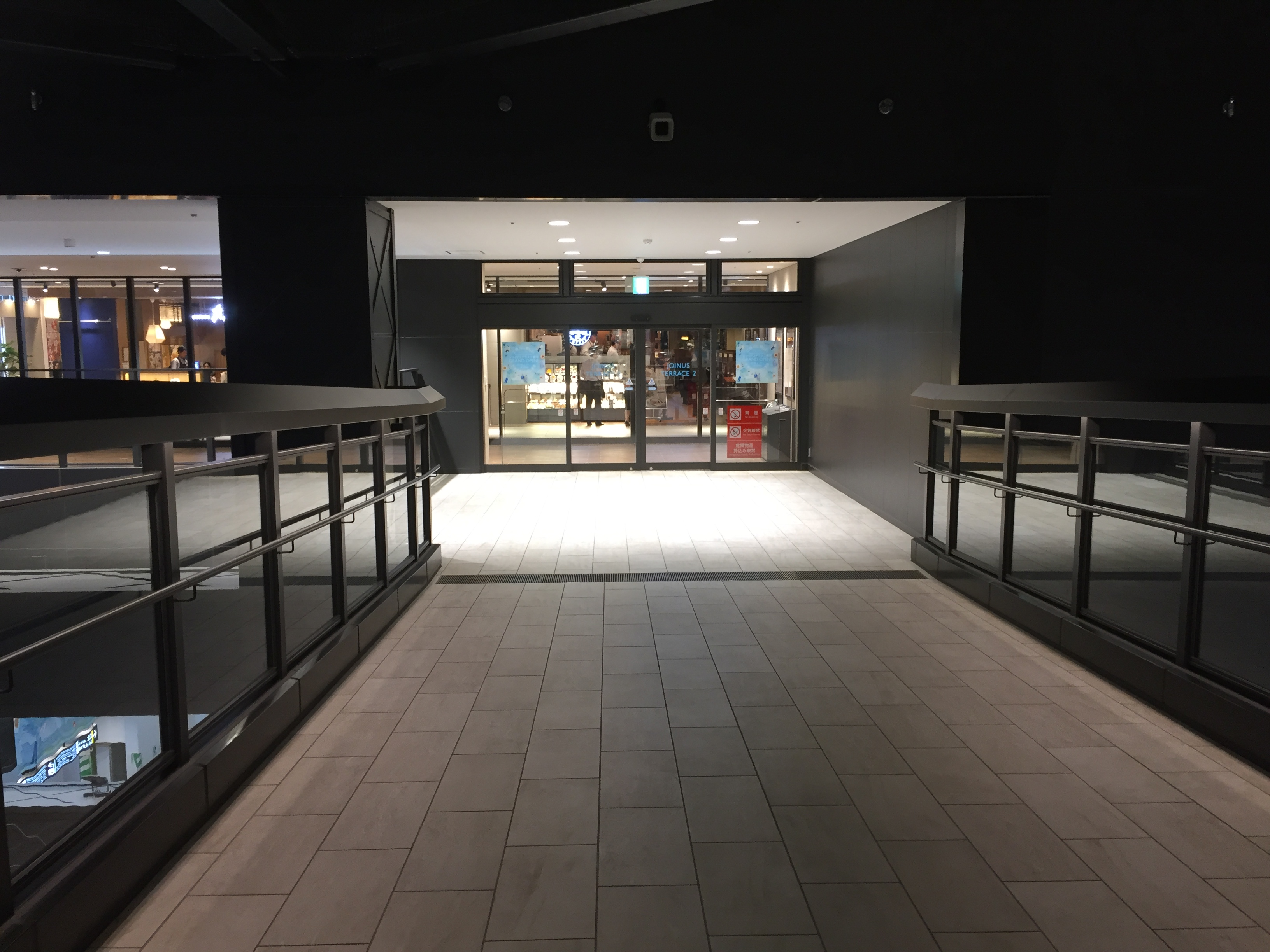
同じく両建物を接続する4階連絡通路（デッキ）
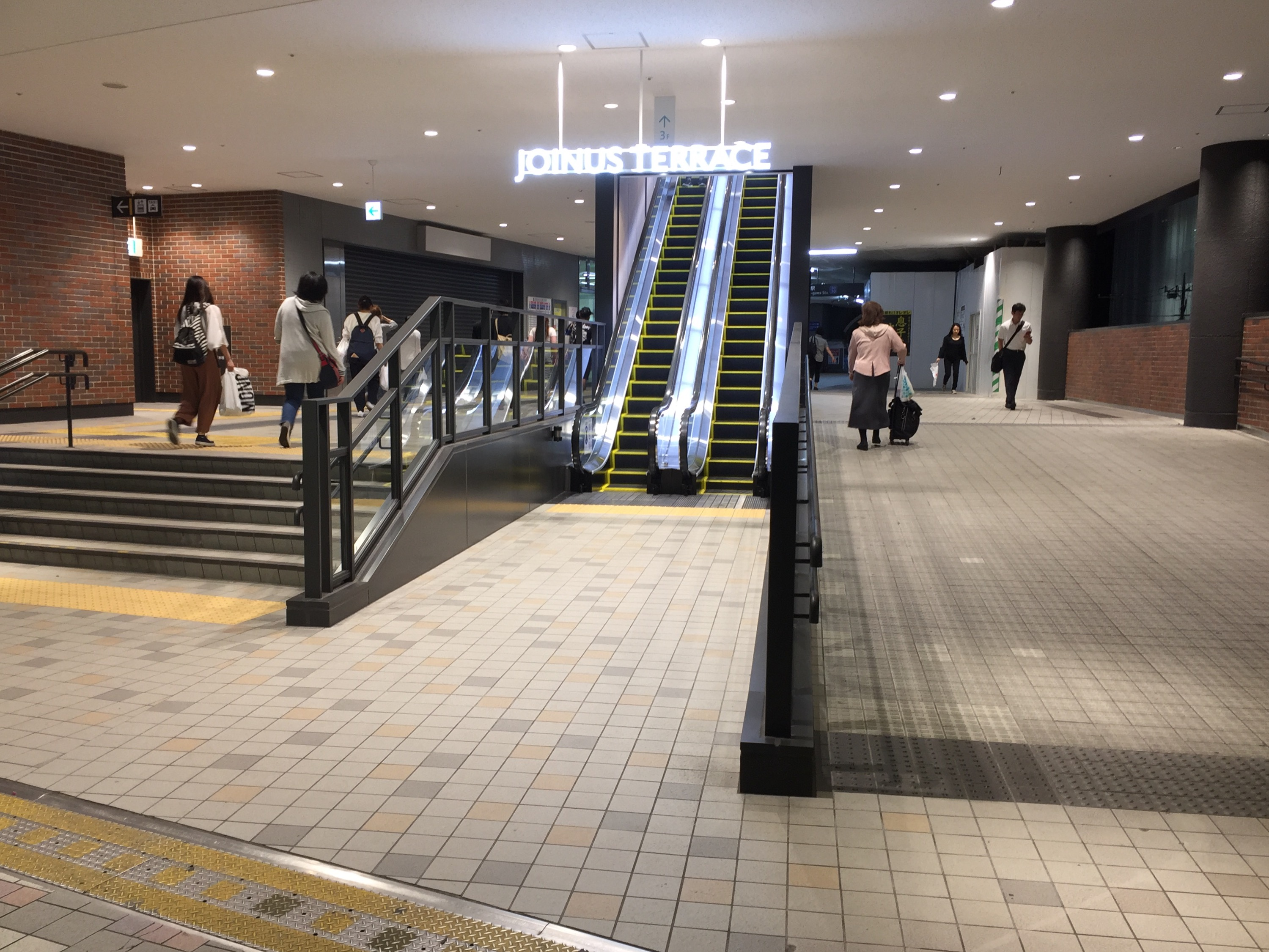
北口駅ビル「ジョイナステラス3」方面よりジョイナステラス2の3階にアクセスできるエスカレーター

ジョイナステラス1：屋上広場「グリーングリーンテラス」

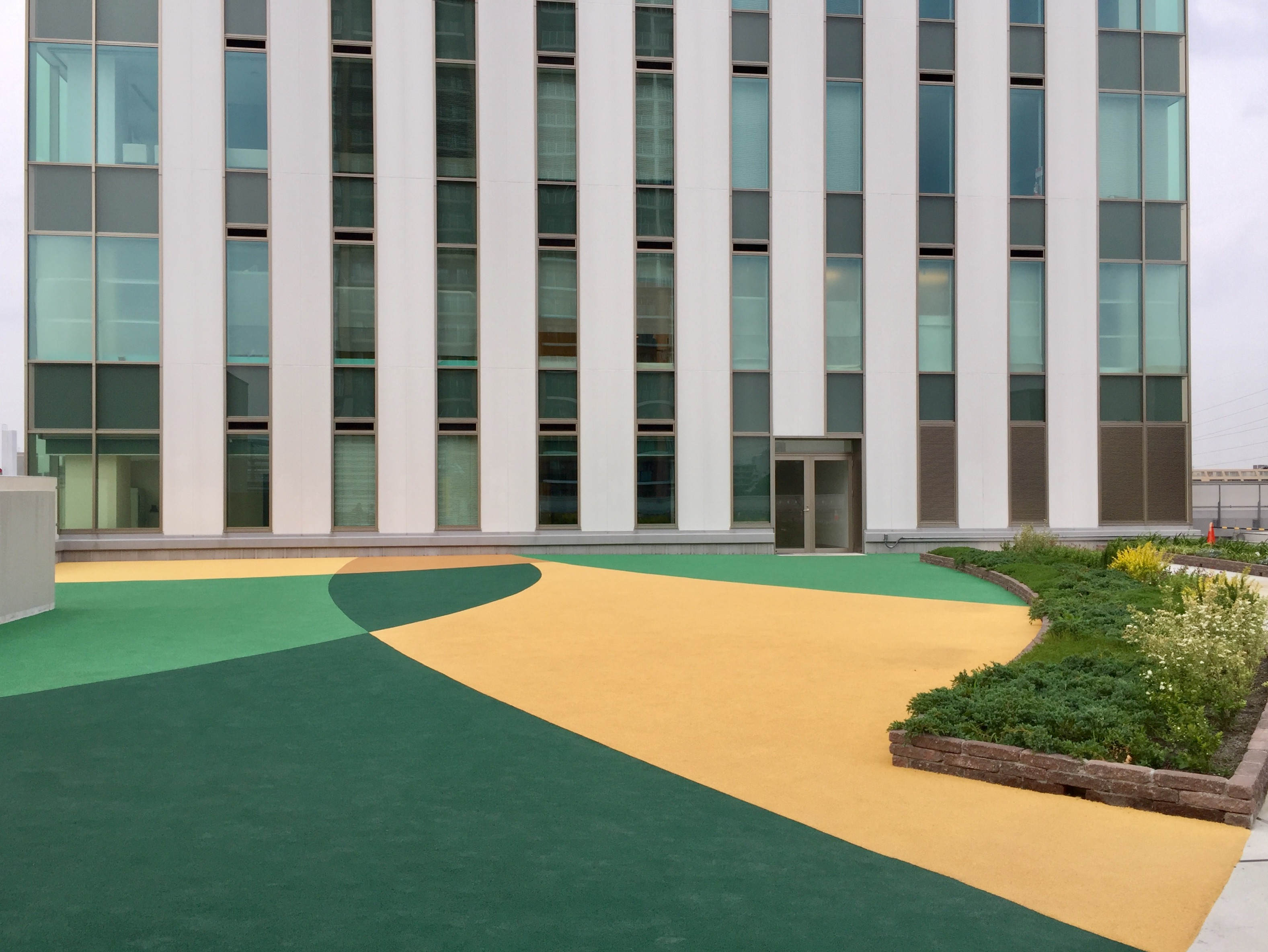
屋上広場の様子、イベントなどが行われることもある
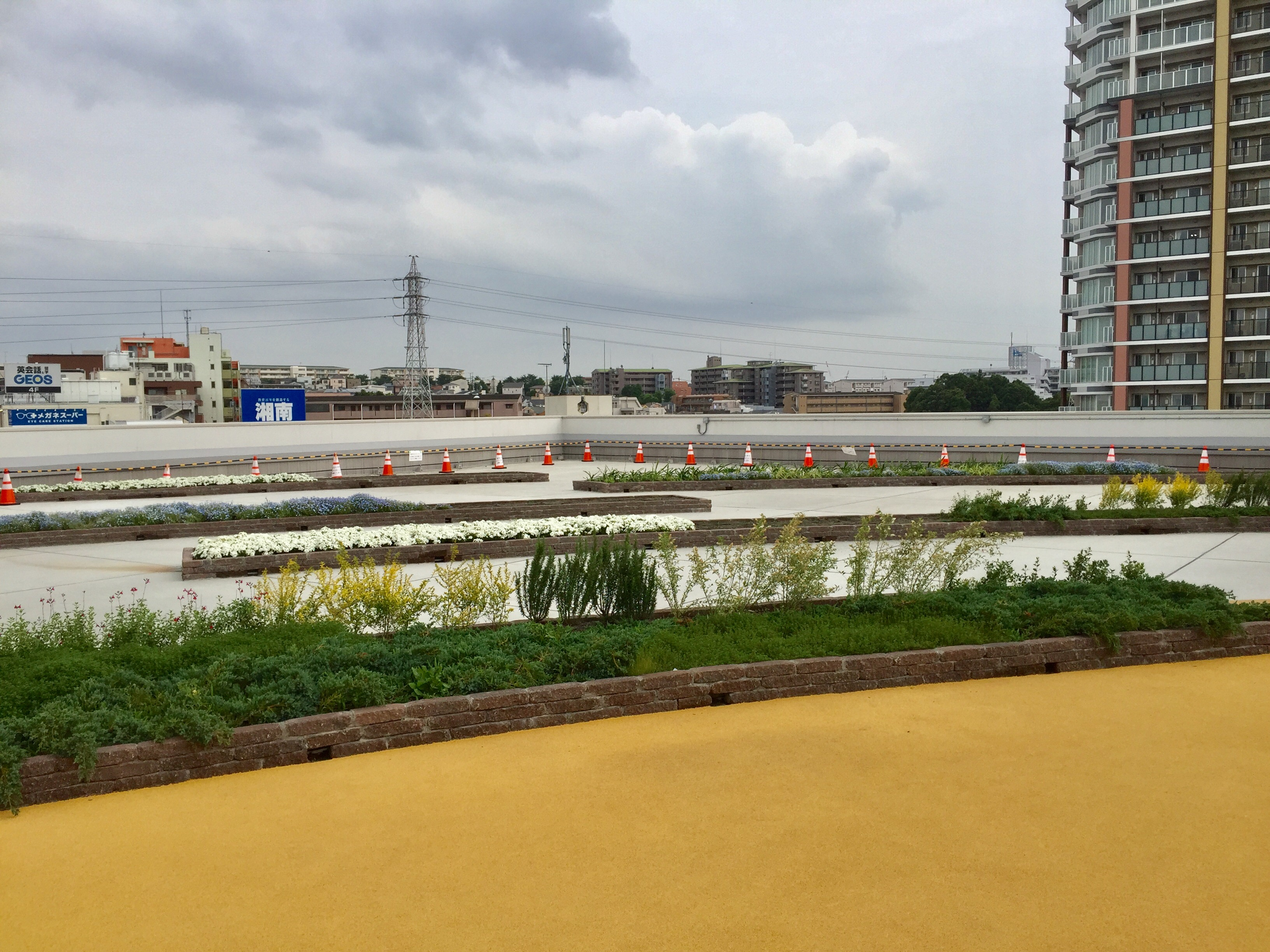
花壇も整備されている